# Kölner Haie
Die Kölner Haie sind ein Kölner Eishockeyclub, der 1972 durch die Abspaltung vom Kölner EK gegründet wurde. Der Club gehörte 1994 zu den Gründungsvereinen der Deutschen Eishockey Liga (DEL) und ist bis heute dort Mitglied. Seit 1973 spielen die Haie ununterbrochen in der obersten deutschen Eishockeyspielklasse und wurden in dieser Zeit achtmal Deutscher Meister.
Die Profiabteilung agiert als Gesellschaft mit beschränkter Haftung unter dem offiziellen Namen Kölner Eishockeygesellschaft „Die Haie“ GmbH. Der Stammverein, in den die Nachwuchs- und Amateurabteilung integriert ist, heißt KEC „Die Haie“ e. V. Hauptinvestor ist der Unternehmer Frank Gotthardt.
In der Spielzeit 2023/24 konnten die Haie einen neuen europäischen Zuschauerrekord aufstellen, als im Schnitt 16.993 Fans pro Begegnung in die Lanxess Arena kamen. Damit wurde die bisherige Bestmarke des SC Bern (16.399) aus der Spielzeit 2016/17 überboten. In der Spielzeit 2024/25 könnte der eigene Zuschauerrekord mit 17.829 Fans pro Begegnung nochmal überboten werden.

## Geschichte

### 1972 bis 1976: Gründung und Aufstieg

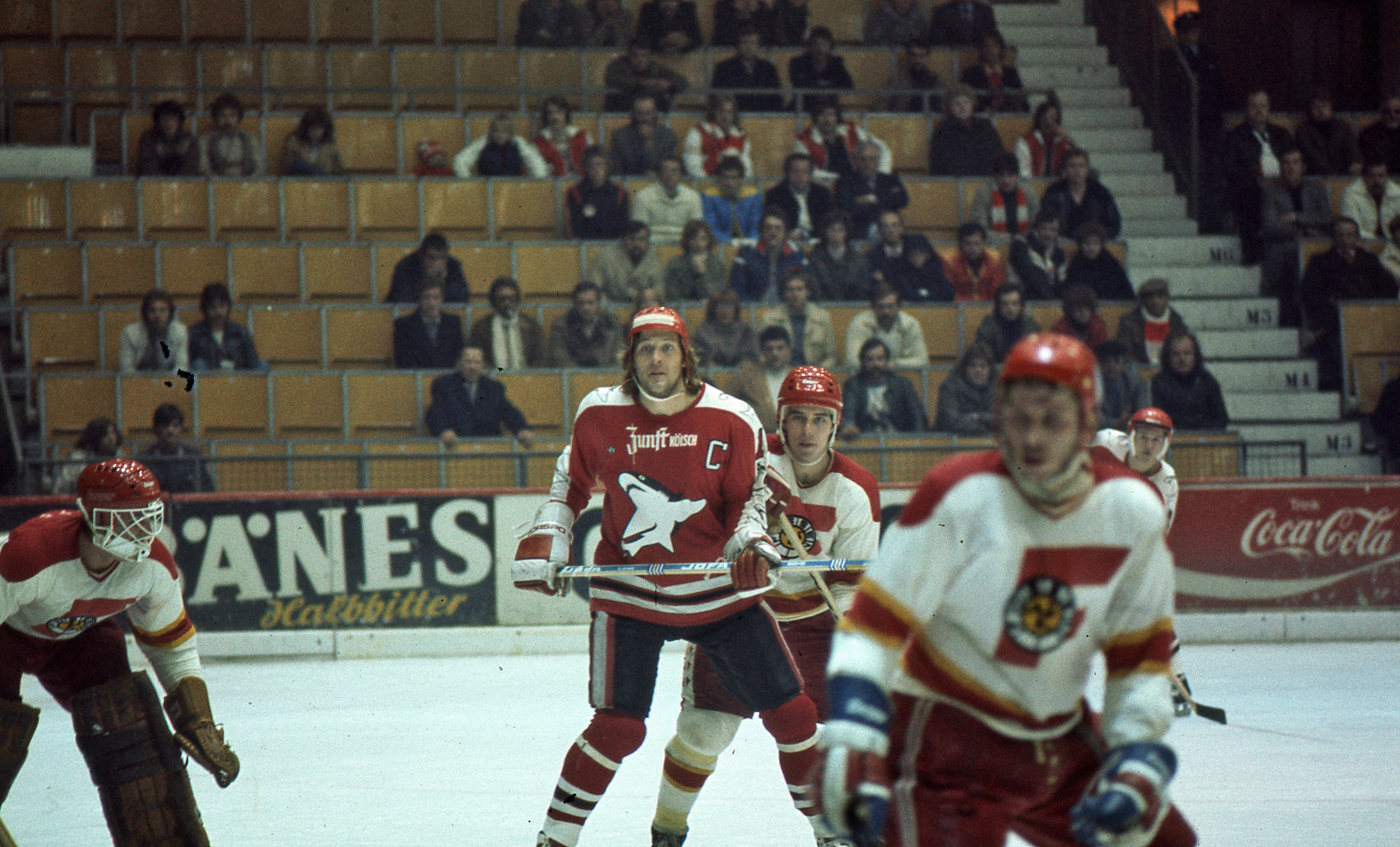
Der Hai wurde 1972 zum Symbol des KEC, hier auf dem Trikot von Erich Kühnhackl (1977)

Im Sommer 1972 trennte sich die Eishockeyabteilung des Kölner EK, der seit 1936 in verschiedenen unteren Klassen spielte, vom Stammverein ab. Die Mitglieder waren der Meinung, als eigenständiger Verein erfolgreicher Eishockey spielen zu können, da so mehr Entscheidungsfreiheit und bessere finanzielle Möglichkeiten bestanden. Am 10. August 1972 wurde die Eigenständigkeit der Eishockeyabteilung beschlossen und Peter Rentergent zum Präsidenten ernannt. Da der KEC zunächst noch dem alten Club als selbständige Abteilung angeschlossen blieb – man nannte sich zunächst Kölner EC im Kölner EK – durfte das Team direkt in der Oberliga beginnen. Der KEK war weiterhin Mitglied im Deutschen Eishockey-Bund und besaß daher eine Startberechtigung für diese Spielklasse.
Der neue Verein sollte ursprünglich nur Kölner EC heißen – was aber das Vereinsregister wegen der Ähnlichkeit zum Kölner EK nicht zuließ. Daher wurde später der Zusatz „Die Haie“ zum Vereinsnamen hinzugefügt. Auch im ersten Logo, das der damalige Torwart und Künstler Dieter Horký entwarf, war der Hai abgebildet. Heute ist der Hai das unverwechselbare Markenzeichen des Clubs und seit 1995 auch offiziell Teil des Namens.
Gleich in der ersten Saison 1972/73 in der Oberliga gelang den Haien der Aufstieg in die Eishockey-Bundesliga. Das mit starken Spielern wie Detlef Langemann, Wim Hospelt oder Spieler/Manager Günter Peters besetzte Team deklassierte die Gegner in der zweithöchsten Spielklasse zum Teil zweistellig. In ihrem ersten Bundesliga-Jahr gab es stets Probleme im und um das Team. So beendete Mannschaftskapitän Sigbert Stotz seine Karriere aufgrund einer Verletzung, und es gab Unruhen im Vorstand. Manager Peters, dem finanzielle Probleme mit seinem Reifenhandel nachgesagt wurden, flüchtete ohne Nachricht aus der Stadt. Der Verein entließ den Trainer und holte Aufstiegstrainer Ondrej Bendík zurück. Dennoch schaffte man am Ende äußerst knapp den Klassenerhalt.
1975/76 wurde zur ersten großen Krisensaison der Haie. Der Streit innerhalb des Präsidiums führte zu Jahresbeginn 1976 zum Rücktritt des Präsidenten Rentergent, der auch wegen angeblicher Zahlungen an die offiziell noch als Amateure geltenden Spieler des KEC in die Kritik geraten war. Aufgrund des schwachen Abschneidens und der Turbulenzen im Verein – Mitte der Saison wurde zudem Trainer Bendík wegen anhaltender Erfolglosigkeit entlassen – gingen die Zuschauerzahlen stark zurück, was zu einem finanziellen Defizit führte.

### 1976 bis 1983: Erste Erfolge trotz Geldsorgen
Trotz der akuten Geldprobleme machten die Haie mit großen Transfers auf sich aufmerksam. So verpflichtete der neue Präsident Jochem Erlemann unter anderem Gerhard Kießling und dessen Sohn Udo als Trainer bzw. Verteidiger. Noch spektakulärer war jedoch der Kauf von Erich Kühnhackl vom EV Landshut für die damalige Rekordablösesumme von mehr als 600.000 DM. Kurios an der Verpflichtung: Jochem Erlemann hatte mehrmals Mitarbeiter mit Geld zu Verhandlungen mit Kühnhackl nach Landshut geschickt, die jedoch keinen Erfolg hatten. Dennoch wechselte der Starspieler nach Köln. Doch gerade als sich der KEC sportlich in der Spitzengruppe der Liga etabliert hatte, wurden Steuernachzahlungen und Schulden in Höhe von mehr als zwei Millionen DM bekannt. Nur durch sofort eingeleitete Konsolidierungsmaßnahmen gelang es dem Vereinspräsidenten, die Insolvenz abzuwenden und den Spielbetrieb aufrechtzuerhalten. Und so gelang den Haien im März 1977 der Gewinn der ersten Meisterschaft, als man in der neu eingeführten Meisterrunde unter anderem den früheren Serienmeister aus Berlin sowie die rheinischen Rivalen aus Düsseldorf und Krefeld besiegte.
Nachdem dem KEC die anvisierte Titelverteidigung nicht gelungen war, verpflichtete der Präsident viele neue Spieler. Unter anderem kam Miroslav Sikora nach Köln, der den Haien die folgenden 20 Jahre als Spieler und Manager verbunden blieb. Auch Gerhard Kießling, Meistertrainer von 1977, kehrte zu den Haien zurück, nachdem er unmittelbar nach der ersten Meisterschaft überraschend entlassen worden war. Den Haien gelang in der Saison der zweite Titelgewinn, der jedoch vom Rücktritt des Präsidenten überschattet wurde. Nachfolger von Jochem Erlemann wurde Heinz Landen, zum Schatzmeister wurde Clemens Vedder berufen.
Die nächsten Spielzeiten standen im Zeichen der sportlichen Mittelmäßigkeit sowie der finanziellen Konsolidierung des Vereins. In der Saison 1980/81 erreichte der KEC zwar die Play-off-Qualifikation, jedoch wurde die Mannschaft wegen der Verstrickung in den Passfälscherskandal (Einsatz von Kanadiern beziehungsweise US-Amerikanern, die nicht die deutsche Staatsangehörigkeit hatten, als deutsche Spieler) in die Abstiegsrunde versetzt. Am 9. März 1981 kam es außerdem im Bundesligaspiel gegen den VfL Bad Nauheim zu einer Massenprügelei. Der Schiedsrichter verhängte inklusive Match-, Spieldauer- und Disziplinarstrafen insgesamt 166 Strafminuten.
Bis 1983 bildete sich eine schlagkräftige Mannschaft mit jungen, aufstrebenden Spielern wie Miroslav Sikora, Gerd Truntschka, Uwe Krupp und Helmut de Raaf, sowie erfahrenen Spielern wie Udo Kießling und Uli Hiemer.

### 1983 bis 1988: Vier Meisterschaften in fünf Jahren

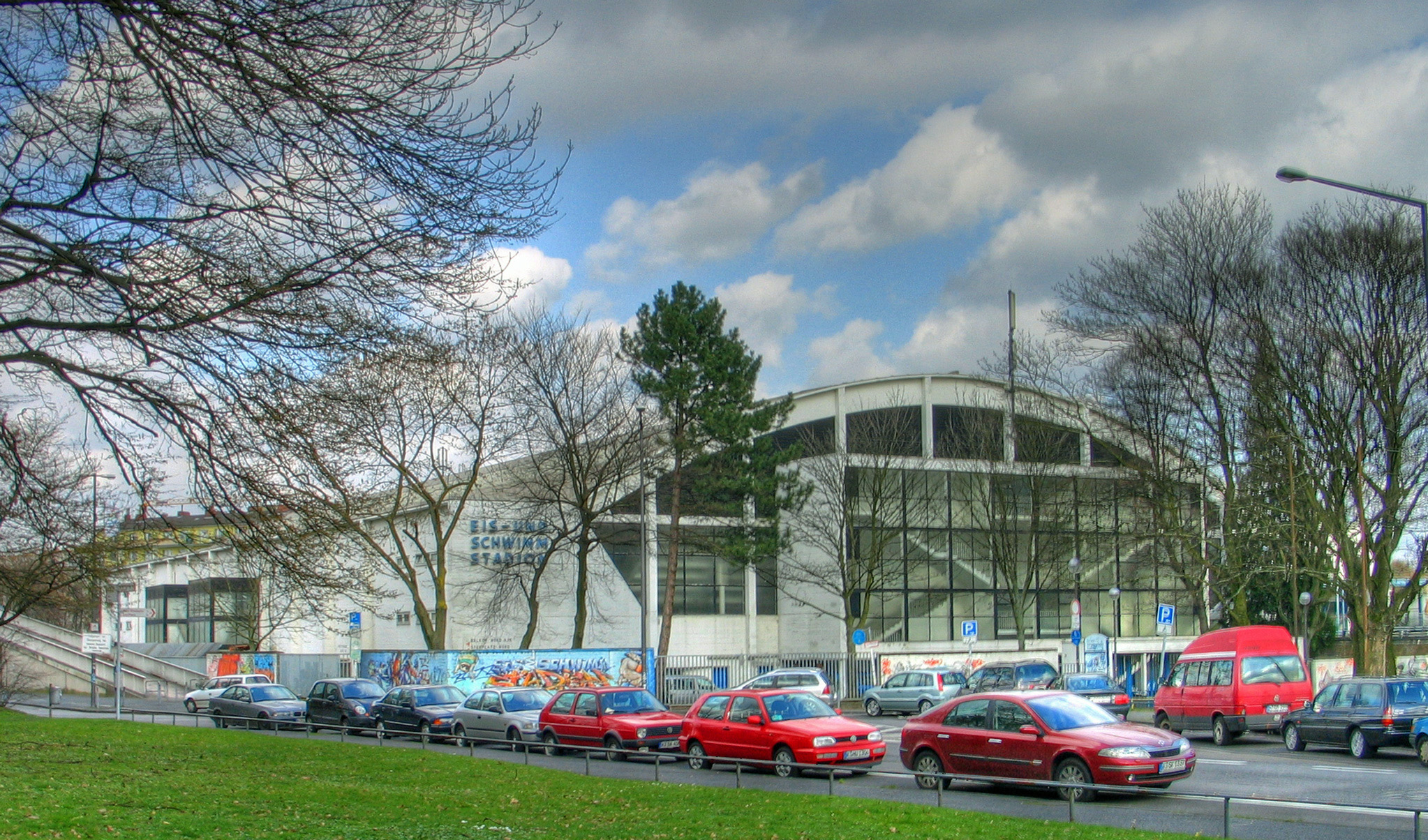
Das Eisstadion an der Lentstraße (2007)

Mit Jozef Golonka wurde ein erfahrener Trainer verpflichtet, der das Team ins Finale der Playoff-Runde führte, wo man auf den EV Landshut traf. Die Haie besiegten im fünften und entscheidenden Spiel den Landshuter EV mit 5:0 und feierten die deutsche Meisterschaft.
Ein Jahr später mussten sich die erneut als Favoriten angetretenen Haie mit Platz drei zufriedengeben. Wegen zahlreichen Verletzten trat man im Halbfinale gegen den Mannheimer ERC nur noch mit elf gesunden Feldspielern an. Überschattet wurde die Saison vom Foul des Mannheimers Roy Roedger, der den KEC-Stürmer Steve McNeill mit der Schlägerspitze ins rechte Auge schlug. Nur dank mehrerer Operationen wurde ein Teil der Sehfähigkeit des Auges gerettet. Roedger wurde für viele Spiele gesperrt und schließlich zu einer Schmerzensgeldzahlung in Höhe von 200.000 DM verurteilt. Für Aufsehen sorgte außerdem der Haie-Stürmer Peter Schiller, als er im Europapokalspiel gegen den HC Bozen, das der KEC mit 6:1 gewann, aus Langeweile mit dem Puck hinter das eigene Tor fuhr und Liegestütze machte.
Die Saison 1985/86, die erste Spielzeit, in der der ehemalige Haie-Spieler Hardy Nilsson als Trainer an der Kölner Bande stand, wurde für den KEC eine der erfolgreichsten der Vereinsgeschichte. Von Beginn an dominierte das Team die Liga und ging als Spitzenreiter in die Playoffs. Dort verlor man lediglich ein Spiel, gewann in der ersten Endspielserie gegen die Düsseldorfer EG (DEG) mit 3:0 Siegen und feierte abermals die Meisterschaft. Zuvor hatte man bereits im Europapokal den zweiten Platz belegt. Doch auch diese Saison hatte für die Haie ein trauriges Ereignis: Der 19-jährige Ralf Philipp, Neffe des langjährigen KEC-Stürmers Rainer Philipp, kam bei einem Autounfall ums Leben. Seitdem wird bei den Haien die Trikotnummer 8, die das Nachwuchstalent von seinem Onkel „geerbt“ hatte, nicht mehr an Spieler vergeben.
In der Saison 1986/87 gelang es dem KEC als erster Mannschaft seit Einführung der Playoffs, ihren in der Saison zuvor errungenen Titel zu verteidigen. In den Playoffs, in die man als Vorrunden-Zweiter gegangen war, verloren die Haie kein Spiel und bezwangen Schwenningen, die DEG und Mannheim in jeweils drei Spielen. Bereits vor der Saison hatte Clemens Vedder seinen Posten als Schatzmeister aus privaten Gründen geräumt. Ein Jahr später machten die Haie den Titelhattrick perfekt, als sie im Finale der Playoffs gegen den Sportbund Rosenheim das fünfte entscheidende Spiel mit 4:1 gewannen. Damit besiegten sie das Team, das als einziges in der Vorrunde besser platziert gewesen war. Zu Beginn der Playoffs stellte der KEC einen bis heute unerreichten Rekord auf: Inklusive der jeweils drei Siege gegen Frankfurt und Mannheim gewann das Team 20 Playoff-Spiele in Folge.

### 1988 bis 1994: Die rheinischen Rivalen
Nach dem Titelhattrick zählten die Haie auch in der Saison 1988/89 zu den Favoriten, zudem sie die Tabelle nach der Vorrunde angeführt hatten. Nachdem man im Europapokal den Vizetitel gewonnen hatte, schieden die Kölner jedoch im Halbfinale der nationalen Meisterschaft gegen die DEG aus. Mit der DEG hatte man vor der Saison die Torhüter getauscht (Joseph „Peppi“ Heiß kam für Helmut de Raaf), während der Saison wurden zudem die Wechsel von Dieter Hegen und Gerd Truntschka zum Rheinrivalen bekannt gegeben. In der Saison 1989/90 schien alles wieder auf den Zweikampf zwischen den beiden rheinischen Rivalen hinauszulaufen. Die Haie belegten am Ende der Vorrunde Platz zwei hinter der DEG. Allerdings schied der KEC im Halbfinale gegen Rosenheim aus. Was blieb, war ein noch heute bestehender Rekord: Neun Play-off-Halbfinalteilnahmen in Folge.
Auch in den beiden folgenden Spielzeiten lief bei den Haien nicht alles wie geplant. 1990/91 hatte das Team mit vielen Verletzungen zu kämpfen, schaffte aber dennoch als Spitzenreiter die Qualifikation für die Playoffs. Dort erreichte man durch Siege gegen Hedos München und den BSC Preussen das Finale gegen die DEG. Nachdem der KEC einen 0:2-Matchrückstand aufgeholt hatte, unterlag man aber im entscheidenden fünften Spiel mit 0:4. 1991/92, als der 19-jährige Jozef Stümpel seine internationale Karriere begann, sorgten Unruhen im Umfeld von Beginn an für Probleme. So wurde zunächst der sicher geglaubte Ausbau des Eisstadions von der Stadt abgelehnt. Kurz nach Saisonstart verließ der gerade erst verpflichtete Ray Whitney die Haie in Richtung Nordamerika. Als dann der Saisonstart missglückte, geriet Trainer Nilsson in die Kritik und nach dem Ausscheiden im Viertelfinale gegen Mannheim, begann ein Machtkampf hinter den Kulissen, der in Rücktritten mehrerer Vorstandsmitglieder gipfelte.
Zur Saison 1992/93 kam es wieder zu finanziellen Engpässen bei den Kölner Haien. Trotz einiger Abgänge von Spielern erreichte das Team nach der Vorrunde den zweiten Platz. In den Playoffs setzte man sich zunächst gegen Kaufbeuren (3:0) und Mannheim (3:1) durch, bevor man im Final erneut auf die DEG traf. In einer der spannendsten Finalserien der Bundesliga-Geschichte gewann die DEG das entscheidende fünfte Spiel an der Brehmstraße in Düsseldorf mit 2:1 nach Verlängerung.
Die finanziellen Probleme der Haie verschlimmerten sich noch, als Präsident Landen kurz nach Ende der Saison einen Herzinfarkt erlitt und ins Koma fiel. Die kurz zuvor neu ernannten Vizepräsident und Geschäftsführer sammelten in der Folge fast sieben Millionen DM Schulden an, Spielergehälter wurden teilweise nicht mehr gezahlt. Präsident Landen kündigte zudem seinen Rücktritt zum Ende der Saison 1993/94 an. Bernd Schäfer III. sollte, zunächst als Interimspräsident, den Verein sanieren. Trotz der unübersichtlichen Verhältnisse im Vorstand qualifizierte sich der KEC als Fünfter sicher für die Playoffs, wo man im Halbfinale dem späteren Meister Hedos München unterlag.

### 1994 bis 2001: Neue Liga, neue Arena
Nach Gründung der Deutschen Eishockey Liga (DEL), in der erstmals Vereine auch als GmbHs antreten durften, übernahm Heinz Hermann Göttsch das Amt des Hauptgesellschafters und das des Aufsichtsratsvorsitzenden bei der neu gegründeten Kölner Eishockeygesellschaft „Die Haie“ GmbH. Durch umfangreiche Konsolidierungsmaßnahmen und Spendenaktionen von Fans gelang es den Haien, einige hochkarätige Profis an den Rhein zu holen. Nach einer dennoch enttäuschenden Vorrunde, die der KEC auf dem sechsten Platz beendete, steigerte sich die Mannschaft in den Playoffs von Spiel zu Spiel und schaltete Kaufbeuren, Mannheim sowie die Berliner Preussen aus. In der Finalserie bezwang man schließlich den EV Landshut im entscheidenden fünften Spiel mit 4:0 und feierte die erste Meisterschaft der DEL-Geschichte.
In der Saison 1995/96 erreichte der Verein nach Platz eins nach der Vorrunde erneut das Finale, wo man wieder einmal auf die DEG traf. Doch nachdem der KEC das erste Spiel für sich entschieden hatte, gelang kein weiterer Sieg mehr, und es blieb nur die Vizemeisterschaft. Zudem erreichten die Haie im Dezember 1995 das Endspiel im Europapokal, welches gegen Jokerit Helsinki erst im Penalty-Schießen verlorenging. Ein Jahr später, auch die Mannschaft der Haie war durch die sogenannte Bosman-Entscheidung stark verändert worden, war man in der neu gegründeten European Hockey League (EHL) weniger erfolgreich und schied bereits in der Gruppenphase aus. In den DEL-Playoffs traf die Mannschaft im vierten Jahr in Folge auf Landshut. Diesmal jedoch gewannen die Bayern die Viertelfinal-Serie in vier Spielen.
Ein Wiedersehen gab es bereits ein Jahr später, als man erneut im Viertelfinale aufeinander traf. Die Haie, nach einer durchwachsenen Vorrunde mit viel Unruhe in der Mannschaft und im Umfeld als Dritter in die Endrunde gegangen, waren jedoch den Landshutern unterlegen und gewannen kein Spiel. Auch in der folgenden Spielzeit, die Haie waren im Oktober 1998 in die gerade fertiggestellte LANXESS Arena (bis 2008 „Kölnarena“) umgezogen, gab es zu Beginn viele Probleme beim KEC. Wie im Vorjahr wurden Spieler kurz nach Saisonbeginn entlassen, das Mannschaftsgefüge stimmte nicht, und die Leistungen des Teams stagnierten. Erst als mit Trainer Lahtinen, Co-Trainer Helland und Manager Miro Sikora die gesamte sportliche Leitung ausgetauscht worden war, sorgte der später in der NHL erfolgreiche Manager Andy Murray für mehr Konstanz im Verein und in der Mannschaft. In den Playoffs zur Meisterschaft schieden die Haie jedoch erneut im Viertelfinale gegen die Frankfurt Lions nach fünf Spielen aus.
In der Saison 1999/2000 galt die Mannschaft der Haie laut vieler Experten als eine der besten, die es in den letzten Jahren im deutschen Eishockey gab. So lief auch zunächst alles wie gewünscht: Im Dezember gewann man, als erstes deutsches Team nach 35 Jahren, den Spengler Cup in Davos, nach der Vorrunde belegte der KEC die Spitzenposition, und in den Playoffs wurden die Augsburger Panther und die Berlin Capitals ohne Niederlage besiegt. Doch im Finale gegen die München Barons kam der Einbruch, die Haie verloren nach dem Auftaktsieg die anschließenden drei Partien und mussten den Barons den Titel überlassen. Ein Jahr später bestimmten die Hannover Scorpions maßgeblich über den Saisonverlauf der Haie mit: Im Januar wurde Bob Leslie nach einer Niederlage gegen die Scorpions zum zweiten Mal von Lance Nethery auf dem Trainerposten abgelöst. An einem der letzten Spieltage qualifizierte sich der KEC mit einem Sieg gegen Hannover noch für die Play-offs, nachdem man sie erstmals zu verpassen gedroht hatte. In den Play-offs schied der KEC im Viertelfinale dann gegen die Scorpions in drei Spielen aus.

### 2001 bis 2006: Erfolgreiche Jahre und die Ära Zach

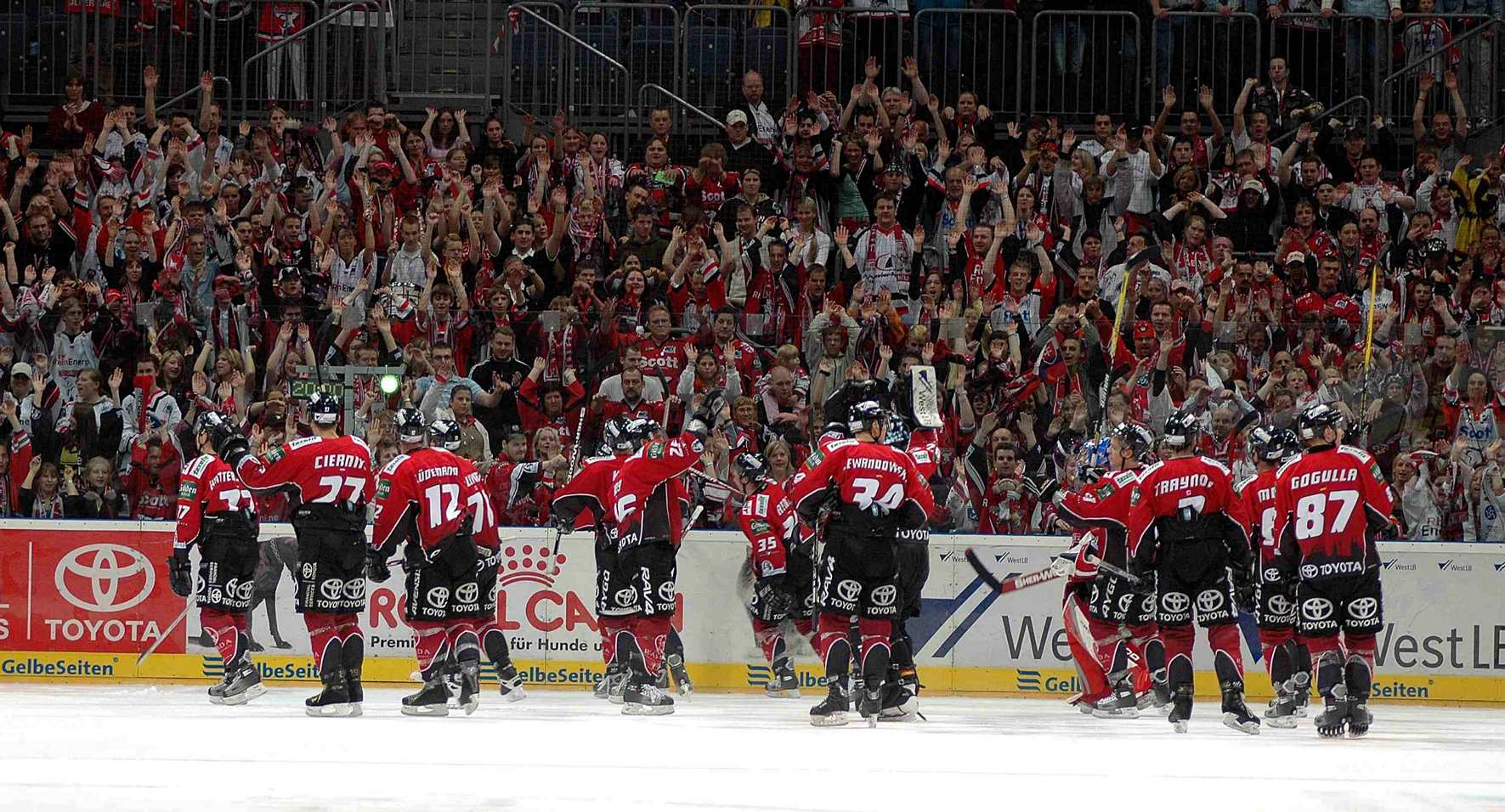
Haie-Spieler nach dem Heimspielsieg gegen die Augsburger Panther, Saison 2005/06

Ähnlich wie in den Jahren zuvor spielten die Haie auch in der Saison 2001/02 eine schwache Vorrunde. Ausgerechnet im Jahr des 30-jährigen Vereinsjubiläums machte man erneut erst zum Schluss der Vorrunde den Einzug in die Endrunde fest. Dort trafen die Haie zunächst auf die Krefelder Pinguine, die man jedoch in drei Spielen aus dem Wettbewerb warf. Im Halbfinale setzte sich der KEC in fünf Spielen gegen die München Barons durch. Auch im Finale gegen die Mannheimer Adler entschied erst das fünfte Spiel über die Meisterschaft. Dieses gewann der KEC durch Tore von Alex Hicks und Dwayne Norris mit 2:1 und errang seine achte deutsche Meisterschaft. Mit dem Ziel Titelverteidigung begann die Amtszeit von Hans Zach in Köln. Schon während der vorangegangenen Saison wurde das Engagement des damaligen Bundestrainers perfekt gemacht, was zur Folge hatte, dass Rich Chernomaz trotz des Meistertitels keine Zukunft in Köln hatte. Die Haie überzeugten bereits in der Vorrunde, die sie nach einem Schlussspurt (20 Spiele ohne Niederlage nach regulärer Spielzeit) auf dem zweiten Platz beendeten. Über Kassel und Mannheim erreichte der KEC erneut das Finale, diesmal gegen den rheinischen Rivalen aus Krefeld. Nachdem man die ersten beiden Partien verloren hatte, erkämpfte sich die Mannschaft ein entscheidendes fünftes Spiel in der Kölnarena, in dem jedoch die Krefelder die Haie mit 3:1 besiegten. Neben der Vizemeisterschaft stand man zudem im Finale des wieder eingeführten DEB-Pokals, welches man aber gegen Mannheim verlor.

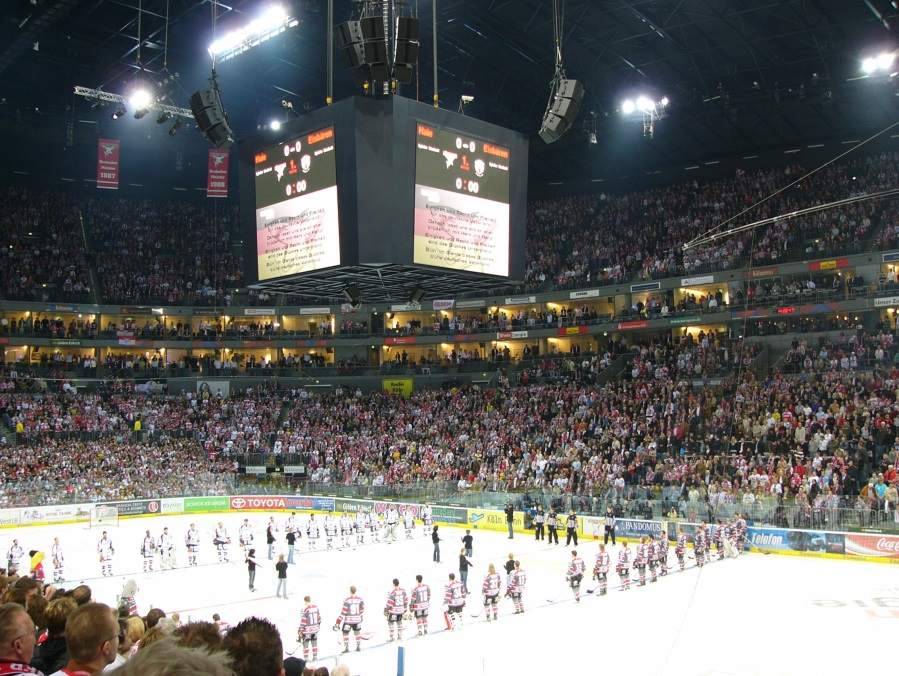
Die Haie und ihre Finalgegner aus Berlin vor dem vierten Finalspiel der Saison 2007/08.

Nach den erfolgreichen letzten Jahren galten die Haie auch 2003/04 wieder zu den Favoriten auf den Titel in der DEL. Und nach dem Pokalsieg 2004 gegen Kassel und dem vierten Platz nach der Vorrunde, erwartete man viel vom KEC-Team. Doch die von vielen Verletzungen im Laufe der Saison geplagten Haie konnten in der Viertelfinalserie gegen die Frankfurt Lions nicht gegenhalten und scheiterten am späteren deutschen Meister. Dennoch blieben viele positive Erinnerungen an die Saison, auch wegen des neuen Vereinsrekordes von 6.500 verkauften Dauerkarten sowie der Gründung der Alex-Hicks-Initiative durch den Haie-Stürmer. Ein Jahr später – Rodion Pauels war mittlerweile Sportkoordinator der Haie geworden – kam erneut das Aus im Viertelfinale. Nach einer weiteren Saison mit vielen Langzeitverletzten, belegten die Haie den vierten Platz. In den Play-offs mussten sich die Haie gegen eine aufgrund des Lockouts mit NHL-Spielern verstärkte Mannschaft des ERC Ingolstadt im entscheidenden siebten Spiel in der Kölnarena mit 2:5 geschlagen geben.
In der Saison 2005/06 kam es nach zehn Jahren erstmals wieder zu einem Aufeinandertreffen mit der DEG in den Play-offs. Nachdem die Haie die Vorrunde auf Platz 5 beendet und im Viertelfinale in nur vier Spielen die Nürnberg Ice Tigers ausgeschaltet hatten, folgte die Halbfinalserie gegen die DEG. Im vierten Spiel lagen die Haie kurz vor Schluss zurück, als Bill Lindsay die Verlängerung ermöglichte, in der er auch den Siegtreffer markierte. Im entscheidenden Spiel an der Brehmstraße unterlagen die Haie jedoch mit 3:5 und schieden im Halbfinale aus.

### 2006 bis 2015
In der Spielzeit 2006/07 war die Saison für den KEC ebenfalls in der Vorschlussrunde beendet. Im ersten Jahr unter dem neuen Trainer Doug Mason spielten die Kölner eine von Höhen und Tiefen geprägte Vorrunde, belegten am Ende den fünften Platz und erreichten so zum 26. Mal in Folge die Play-offs. Im Pokalfinale verloren die Haie, wie schon 2003, gegen die Adler Mannheim nach Verlängerung. Das Play-off-Viertelfinale gewannen die Kölner gegen die nach der Vorrunde besser platzierten Ingolstädter, unterlagen aber im Halbfinale gegen den späteren Meister Adler Mannheim. Während der folgenden Saison gab es einen spektakulären Torhüterwechsel bei den Haien: Travis Scott – bis dahin statistisch bester Torhüter der Liga – erhielt ein hochdotiertes Angebot eines russischen Klubs und wurde innerhalb weniger Tage dorthin transferiert. Als Ersatz verpflichteten die Kölner den deutschen Nationaltorhüter Robert Müller aus Mannheim. Dieser führte den KEC bis ins Finale, wo sie den Eisbären Berlin mit 1:3 unterlagen. Zuvor hatten die Haie den amtierenden Meister Mannheim im Viertelfinale sowie die Frankfurt Lions im Halbfinale besiegt. Im dritten Spiel der Serie gegen Mannheim stellten beide Teams beinahe einen neuen Weltrekord auf. Erst nach 168 Minuten gelang Philip Gogulla der Siegtreffer in der sechsten Verlängerung.

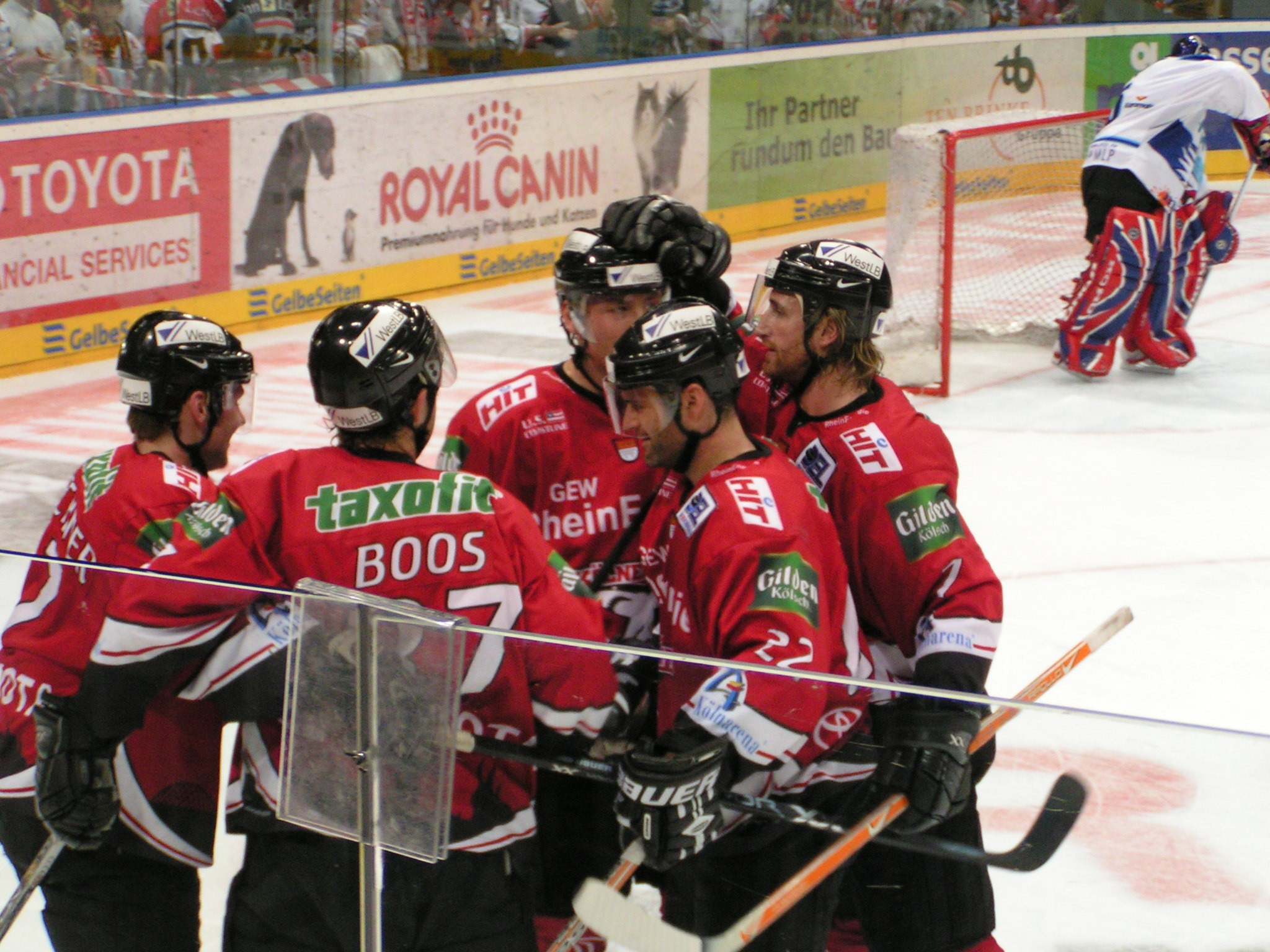
Torjubel bei den Kölner Haien

Während der Sommerpause 2008 gab es beim KEC einige Unruhe, als Stürmer Ivan Čiernik einen Wechsel in die KHL zu HK Sibir Nowosibirsk lancierte, da er angeblich von Trainer Doug Mason kritisiert worden war. Als Ersatz für Čiernik wurde dank der Kontakte von Todd Warriner der NHL-Veteran Mike Johnson verpflichtet, dessen Kontrakt jedoch bereits im Dezember 2008 wieder aufgelöst wurde. Nach sieben nacheinander verlorenen Spielen zu Saisonbeginn – dem schlechtesten Saisonstart der Vereinsgeschichte – wurde Trainer Doug Mason entlassen. Als Nachfolger für Mason bestimmte die Geschäftsführung den ehemaligen Co-Trainer Clayton Beddoes, dem mit Andreas Lupzig ein alter Bekannter zur Seite gestellt wurde. Im Dezember 2008 trennten sich die Haie auch von Beddoes, und der bisherige Nachwuchstrainer Rupert Meister wurde bis zum Saisonende als Trainer installiert. Trotzdem erreichte die Mannschaft 2008/09 erstmals seit 28 Jahren nicht die Playoffs. Aufgrund des schwachen Abschneidens und der Wirtschaftskrise blieb der KEC weit unter seinem gewohnten Zuschauerschnitt zurück, was den Verein in eine schwere finanzielle Krise brachte. Für Aufsehen sorgte der KEC, als er im Frühjahr 2009 für die Mitarbeiter der Geschäftsstelle Kurzarbeitergeld beantragte. Nur durch das Engagement von neuen Gesellschaftern konnte das Insolvenzverfahren verhindert werden.
Am 21. Mai 2009 gab der Verein bekannt, dass ihr Torhüter Robert Müller an einer Krebserkrankung gestorben sei. Daraufhin wurde Müllers Rückennummer, die Nummer 80, bei den Kölner Haien gesperrt. Nachdem die Kölner Haie in der Vorrunde 2009/10 aus den Playoff-Rängen fielen und einen Großteil ihrer Spiele verloren, wurden Trainer Igor Pawlow und Co-Trainer Rupert Meister am 2. Dezember 2009 von ihren Aufgaben entbunden und durch das Trainergespann Bill Stewart und Ex-Haie-Spieler Niklas Sundblad ersetzt. Noch während der Saison war jedoch nicht klar, ob die Haie diese aufgrund einer erneuten Verschlechterung der finanziellen Situation zu Ende spielen können. Nachdem man vorerst keinen Antrag auf Insolvenz stellen musste, erreichte der Club die erste Playoff-Runde, musste sich jedoch gegen den ERC Ingolstadt geschlagen geben.
Durch das erneut schlechte Abschneiden und die Finanzprobleme wurde die Sommerpause 2010 für die Fans zur Geduldsprobe. Der Alleingesellschafter Heinz Hermann Göttsch war ausgestiegen. Er hatte über 17 Jahre 30 Millionen Euro in der Verein gepumpt. Beinahe tägliche Meldungen in der Presse über einen bevorstehenden „Gang zum Amtsgericht“ oder gescheiterte Verhandlungen mit potenziellen neuen Sponsoren ließen die Gerüchteküche kochen. Nachdem die LanxessArena den Kölnern mit einem neuen Mietvertrag entgegengekommen war, konnte Thomas Eichin am 31. Mai verkünden, dass man fristgerecht den Lizenzantrag bei der DEL eingereicht habe. Eine Finanzlücke von rund einer Million Euro musste jedoch innerhalb der von der DEL eingeräumten Fünf-Tage-Nachfrist geschlossen werden. Am 8. Juni 2010 kam die erlösende Meldung: „Zukunft der Haie gesichert!“ Der Geschäftsführung war es gelungen, eine Gruppe privater Investoren um den IT-Unternehmer Frank Gotthardt zu gewinnen.
Im November 2010 stand der KEC wieder am Ende der Tabelle und entließ Trainer und Manager Stewart. Niklas Sundblad wurde zum Cheftrainer befördert, Neugesellschafter Jan Broer wurde neben Eichin zweiter Geschäftsführer. Zudem wurde der damalige Nationaltrainer Uwe Krupp als Trainer und Sportmanager zur Saison 2011/2012 verpflichtet. Trotz zwischenzeitlich 15 Punkten Rückstand auf den letzten Play-off-Platz erreichten die Haie durch einen 1:0-Sieg in Iserlohn am vorletzten Spieltag die Endrunde. Nach zwei Siegen gegen den Aufsteiger EHC München verlor das Team jedoch im Viertelfinale alle drei Spiele gegen die Grizzly Adams Wolfsburg. Auch im folgenden Jahr überstanden die Haie, die mit nur fünf vergebenen Ausländerlizenzen antraten, die erste Play-off-Runde mit zwei Siegen gegen Augsburg, schieden aber erneut ohne Sieg im Viertelfinale gegen den späteren Meister aus Berlin aus.
Am 8. November 2012 fand zur Feier des 40-jährigen Bestehens des KEC ein All-Star-Spiel mit vielen ehemaligen Spielern statt. Das Team von Hardy Nilsson gewann als „Kölsche Haie“ 8:4 gegen das Team „Kölsche Vulkane“ von Hans Zach. Die Hauptrunde der Spielzeit 2012/13 beendeten die Kölner Haie auf Rang zwei der Tabelle. Nach Erfolgen gegen Straubing (4:1) und Wolfsburg (3:0) unterlag man im Finale den Eisbären Berlin mit 1:3-Spielen und wurde Vizemeister. In der Saison darauf verpassten die Haie erneut den Gewinn der Meisterschaft, als man im Finale um die deutsche Eishockeymeisterschaft gegen den ERC Ingolstadt mit 3:4-Spielen unterlag.
Die Saison 2014/15 verlief sehr schlecht für den KEC. Nach einem schlechten Saisonstart (13. Platz nach 10 Spielen) in der DEL sowie dem Ausscheiden in der Champions Hockey League wurde Uwe Krupp entlassen, woraufhin Niklas Sundblad als neuer Cheftrainer engagiert wurde. Die Kölner kletterten unter Sundblad zwar in der Tabelle, konnten sich jedoch nicht stetig in den Playoff-Rängen festsetzen. Letztlich reichte es zum 11. Platz, der bedeutete, dass die Kölner Haie zum ersten Mal seit der Saison 2008/09 die Play-offs verpassten.

### 2015 bis 2021
Anschließend erfolgte im Sommer 2015 ein personeller Umbruch. Während Spieler wie Kapitän John Tripp und der langjährige Torwart Danny aus den Birken den Verein verließen, gab es mit Gustaf Wesslau, Per Åslund, Shawn Lalonde und Fredrik Eriksson namhafte Neuzugänge. Trotz des umstrukturierten Kaders stellte sich auch in der Saison 2015/16 keine Konstanz in den sportlichen Auftritten der Mannschaft ein, sodass Cheftrainer Sundblad und sein Assistent Petri Liimatainen im Januar 2016 entlassen wurden und Cory Clouston verpflichtet wurde. Am 30. Januar 2016 wurde die Verpflichtung von Mark Mahon als Sportdirektor bekanntgegeben. Die Haie gingen in der Saison 2016/17 als viertbeste Mannschaft der Hauptrunde in die Playoffs und schieden dort im Viertelfinale (3:4-Siege) gegen Wolfsburg aus.
Nach einer Negativserie von drei Niederlagen aus vier Spielen trennten sich die Haie am 20. November 2017 von Clouston, Nachfolger im Traineramt wurde Peter Draisaitl. Mit ihm belegten die Haie am Ende der Hauptrunde Platz sechs und qualifizierten sich für die Playoffs. Dort schied die Mannschaft im Viertelfinale gegen die Thomas Sabo Ice Tigers aus. Kapitän Christian Ehrhoff beendete nach dem Ausscheiden seine Karriere. Trainer Peter Draisaitl und Sportdirektor Mark Mahon verkündeten einen Umbruch im Team. So verließen nach der Saison zwölf Spieler den KEC, darunter auch Philip Gogulla, der von 2004 bis 2009 und von 2010 bis 2018 das Trikot der Haie trug.
Im Januar 2019 musste Trainer Draisaitl gehen, als Nachfolger bis zum Ende der Saison 2018/19 wurde der Kanadier Dan Lacroix verpflichtet. Nach einem 4. Platz in der Vorrunde der Saison, Unterlagen die Haie im Play-off-Halbfinale dem späteren Titelträger Adler Mannheim. Für die folgende Spielzeit 2019/20 wurde mit Mike Stewart vom Ligakonkurrenten Augsburger Panther ein neuer Trainer verpflichtet.
Nach einer 1:2-Niederlage bei den Pinguins Bremerhaven am 47. Spieltag wurde Mike Stewart Ende Februar 2020 entlassen. Zu diesem Zeitpunkt standen die Haie mit 53 Punkten auf dem 11. Tabellenplatz und hatten 17 Spiele in Serie verloren. Uwe Krupp wurde erneut als Cheftrainer verpflichtet; unter ihm wurden von den letzten fünf Saisonspielen vier gewonnen. In der Tabelle konnten sich die Haie aber nicht mehr verbessern, beendeten die Saison auf dem 11. Platz und verpassten zum dritten Mal nach 2009 und 2015 die Playoffs. Auch in der darauf folgenden Saison verpassten die Kölner Haie die Playoffs.

### 2025
Im Finale der Playoffs der Saison 2024/2025 um die Meisterschaft wurden die Haie am 25. April 2025 Vizemeister gegen die Eisbären Berlin.

## Mannschaft

### Kader der Saison 2025/26
Stand: 30. Juli 2025
| Nr. | Nat.        | Spieler               | Pos. | Geburtsdatum       | im Team seit | Geburtsort                      |
| --- | ----------- | --------------------- | ---- | ------------------ | ------------ | ------------------------------- |
| 45  | Deutschland | Tobias Ančička        | G    | 27. Februar 2001   | 2023         | Heilbronn, Deutschland          |
| 90  | Deutschland | Felix Brückmann       | G    | 16. Dezember 1990  | 2025         | Breisach am Rhein, Deutschland  |
| 29  | Deutschland | Aaron Kaiser          | G    | 22. August 2007    | 2025         | Bonn, Deutschland               |
| 57  | Kanada      | Brady Austin – A      | D    | 16. Juni 1993      | 2022         | Bobcaygeon, Ontario, Kanada     |
| 74  | Deutschland | Sten Fischer          | D    | 25. Januar 2003    | 2025         | Berlin, Deutschland             |
| 22  | Deutschland | Maximilian Glötzl     | D    | 16. Mai 2002       | 2019         | Schongau, Deutschland           |
| 7   | Finnland    | Oliwer Kaski          | D    | 4. September 1995  | 2025         | Pori, Finnland                  |
| 13  | Finnland    | Valtteri Kemiläinen   | D    | 16. Dezember 1991  | 2025         | Jyväskylä, Finnland             |
| 91  | Deutschland | Moritz Müller – C     | D    | 19. November 1986  | 2003         | Frankfurt am Main, Deutschland  |
| 75  | Deutschland | Luca Münzenberger     | D    | 24. November 2002  | 2025         | Solingen, Deutschland           |
| 17  | Deutschland | Jan Luca Sennhenn     | D    | 11. November 2000  | 2020         | Kassel, Deutschland             |
| 47  | Finnland    | Veli-Matti Vittasmäki | D    | 3. Juli 1990       | 2024         | Turku, Finnland                 |
| 15  |             | Louis-Marc Aubry      | C    | 11. November 1991  | 2022         | Trois-Rivières, Québec, Kanada  |
| 78  | Deutschland | Dominik Bokk          | W    | 3. Februar 2000    | 2025         | Schweinfurt, Deutschland        |
| 5   |             | Robin van Calster     | C    | 18. März 2003      | 2021         | Bonheiden, Belgien              |
| 9   | Deutschland | Maximilian Kammerer   | C    | 28. September 1996 | 2021         | Düsseldorf, Deutschland         |
| 77  | Deutschland | Ryan MacInnis         | C    | 14. Februar 1996   | 2025         | St. Louis, Missouri, USA        |
| 89  | Kanada      | Gregor MacLeod        | LW   | 7. Juni 1998       | 2023         | Halifax, Nova Scotia, Kanada    |
| 65  | Deutschland | Marco Münzenberger    | F    | 2. September 2005  | 2019         | Solingen, Deutschland           |
| 46  | Deutschland | Kevin Niedenz         | RW   | 2. April 2003      | 2024         | Berlin, Deutschland             |
| 63  | Danemark    | Patrick Russell       | RW   | 4. Januar 1993     | 2025         | Birkerød, Dänemark              |
| 76  | Kanada      | Nate Schnarr          | C    | 25. Februar 1999   | 2025         | Waterloo, Ontario, Kanada       |
| 19  |             | Frederik Storm – A    | LW   | 20. Februar 1989   | 2023         | Gentofte, Dänemark              |
| 62  |             | Parker Tuomie         | RW   | 31. Oktober 1995   | 2024         | Haßfurt, Deutschland            |
| 21  | Finnland    | Juhani Tyrväinen – A  | C    | 11. September 1990 | 2024         | Seinäjoki, Finnland             |
| 26  |             | Dominik Uher          | C    | 31. Dezember 1992  | 2025         | Frýdek-Místek, Tschechoslowakei |

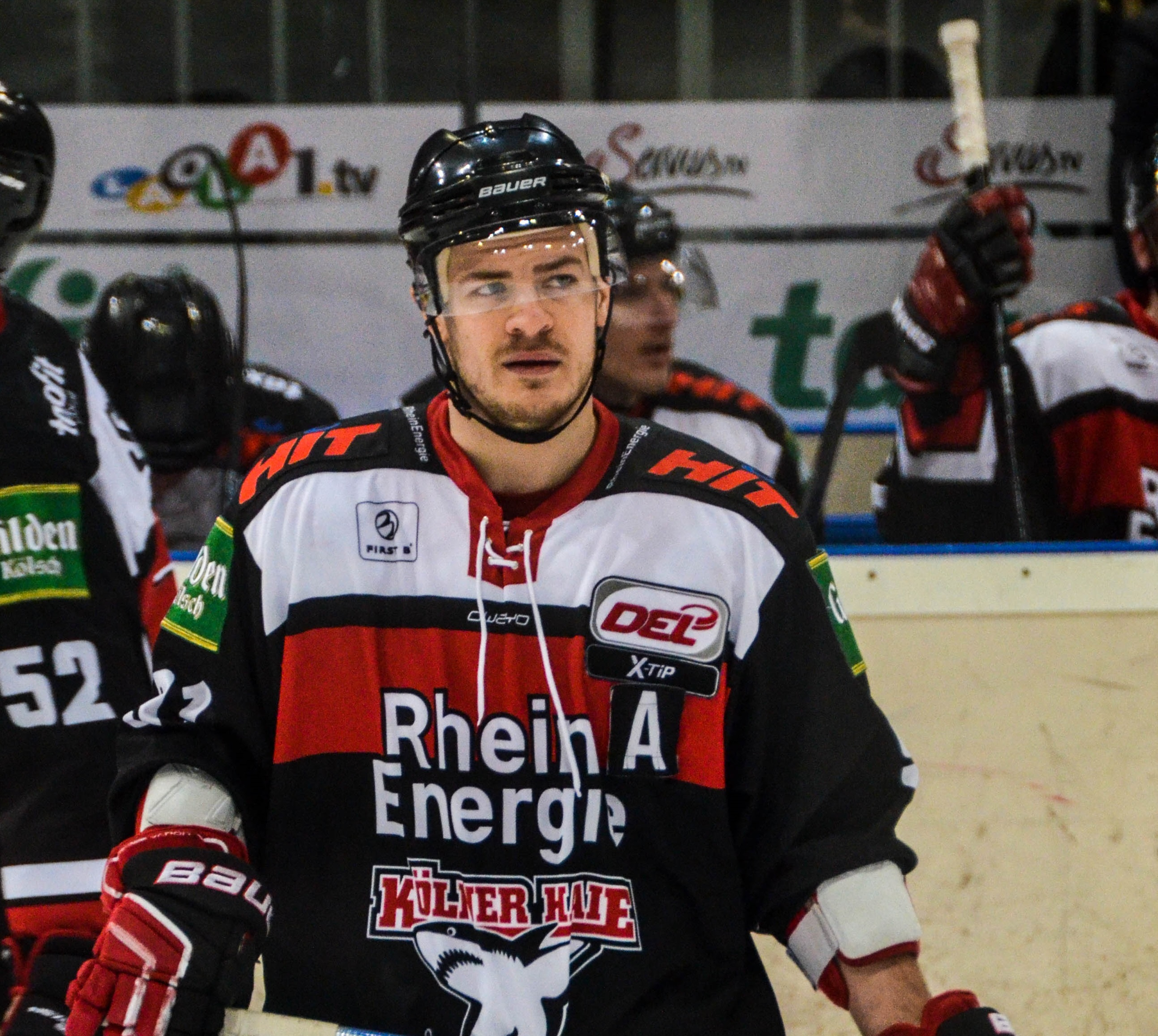
Moritz Müller
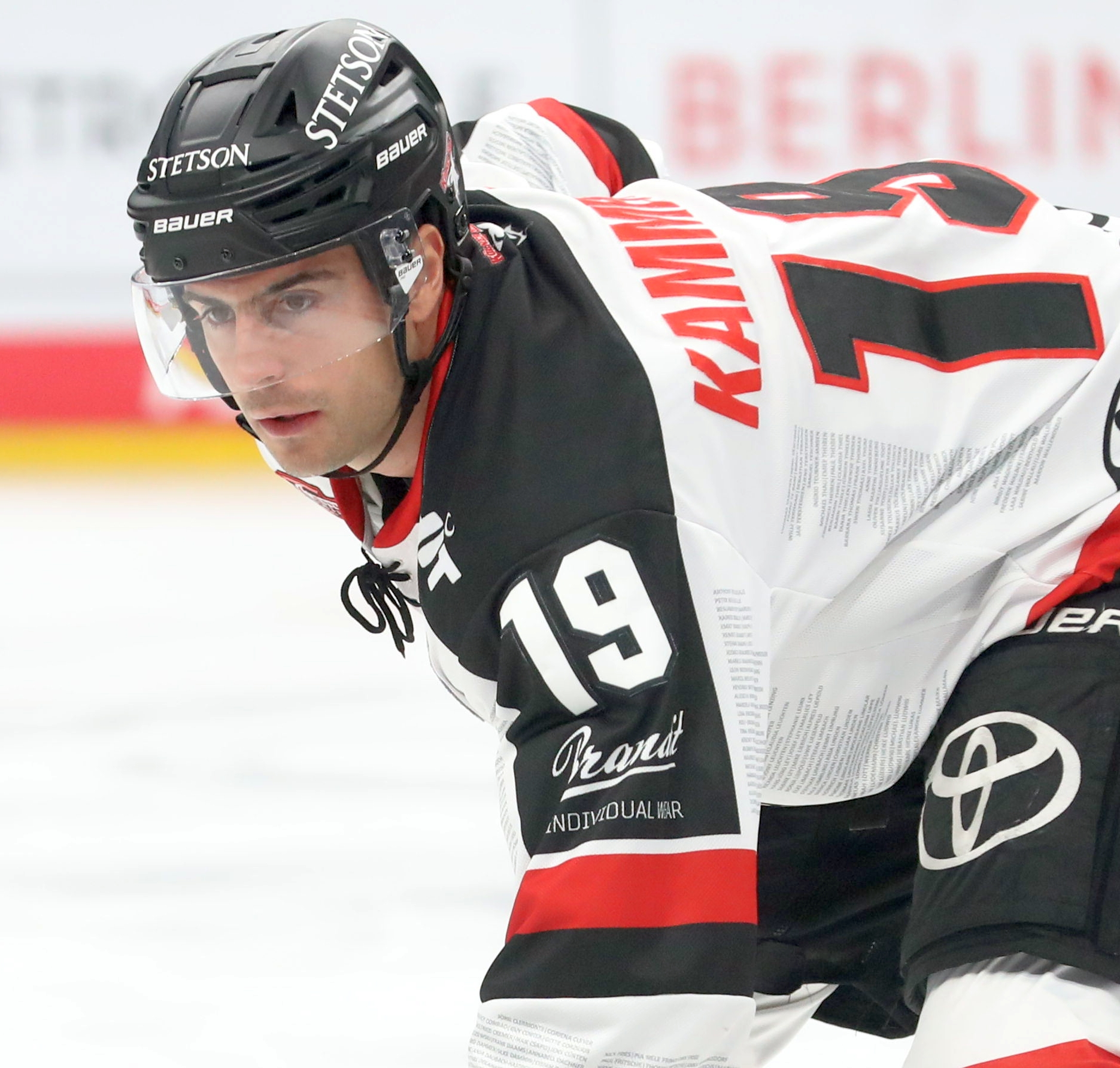
Maximilian Kammerer
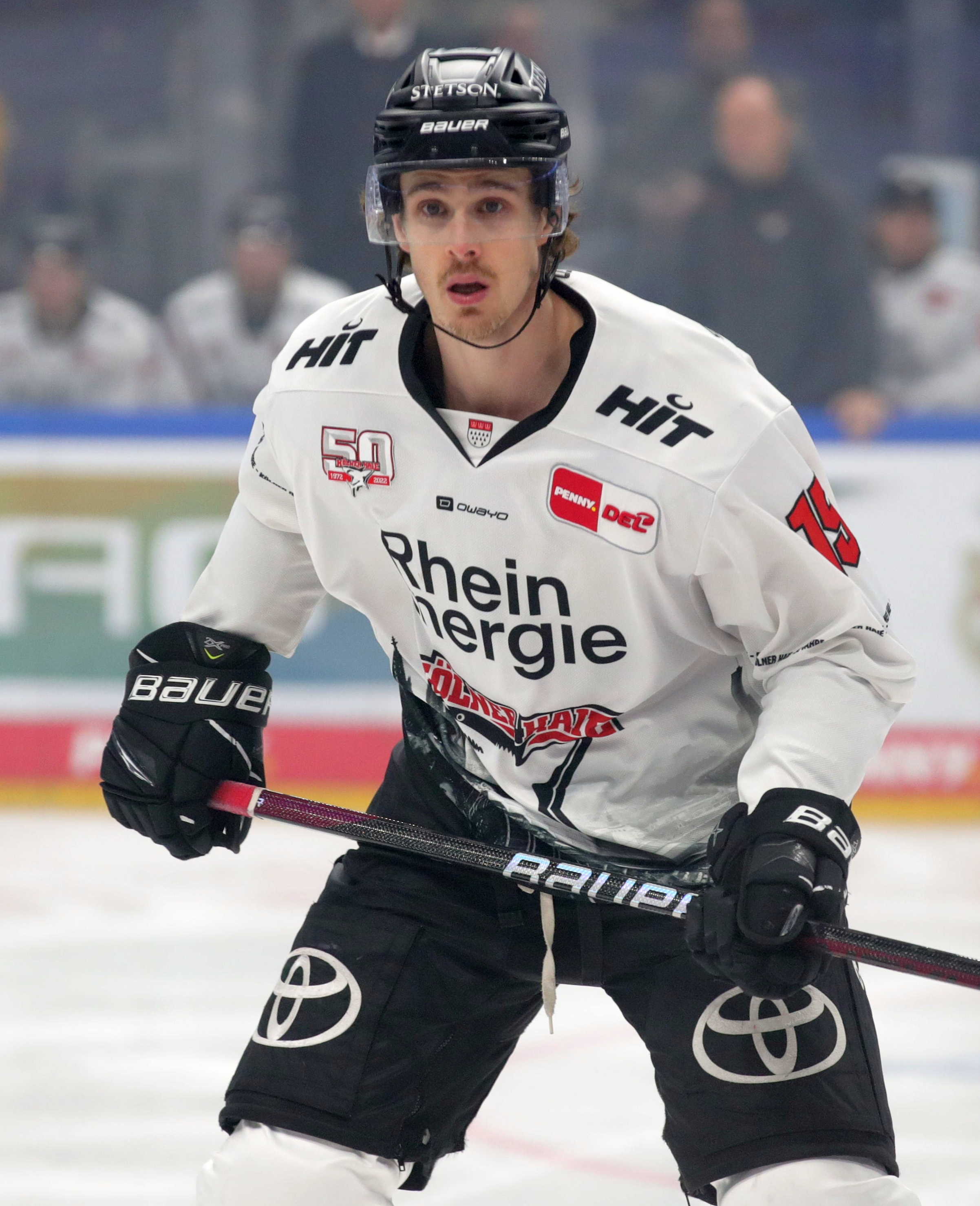
Louis-Marc Aubry
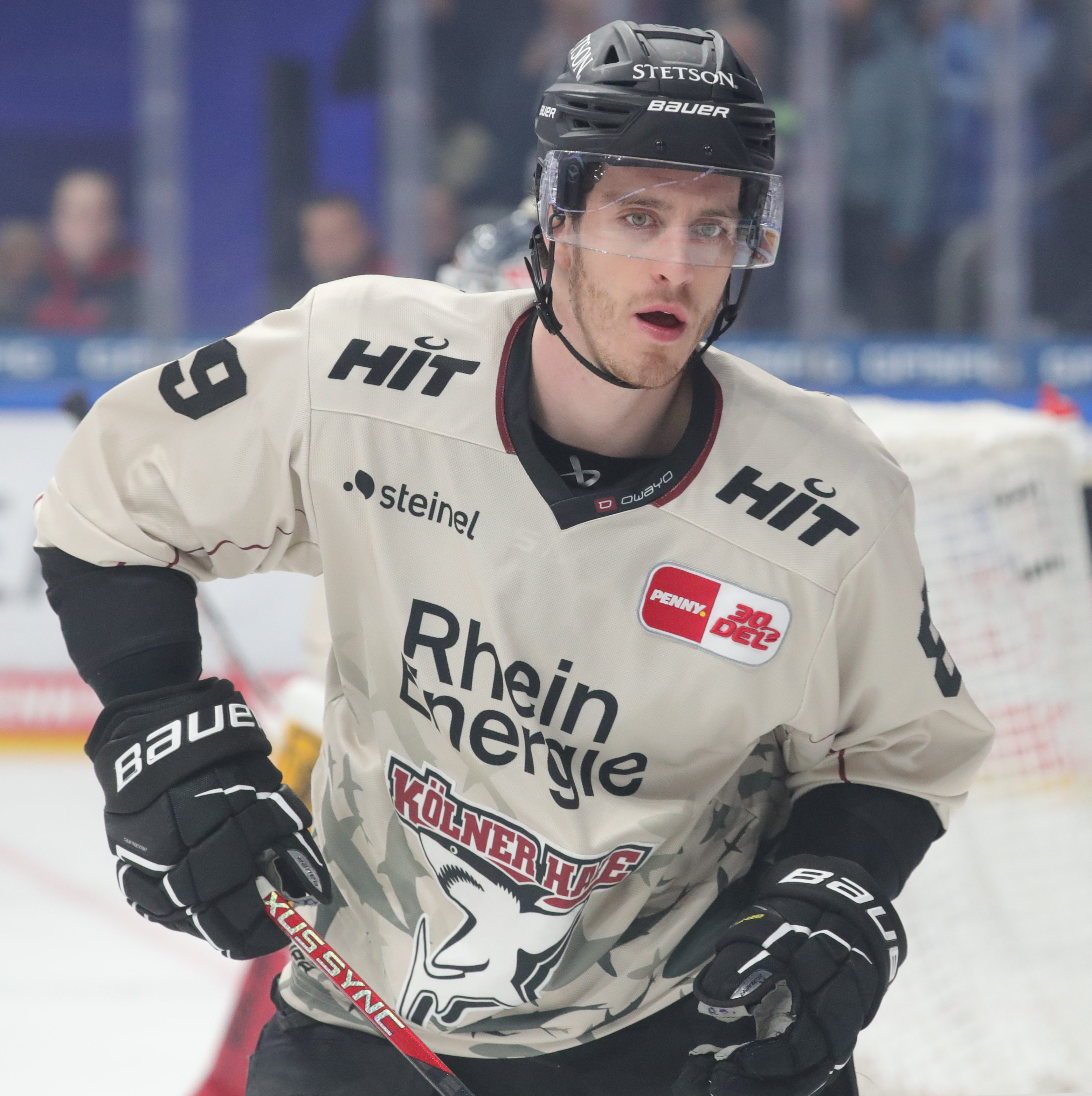
Gregor MacLeod
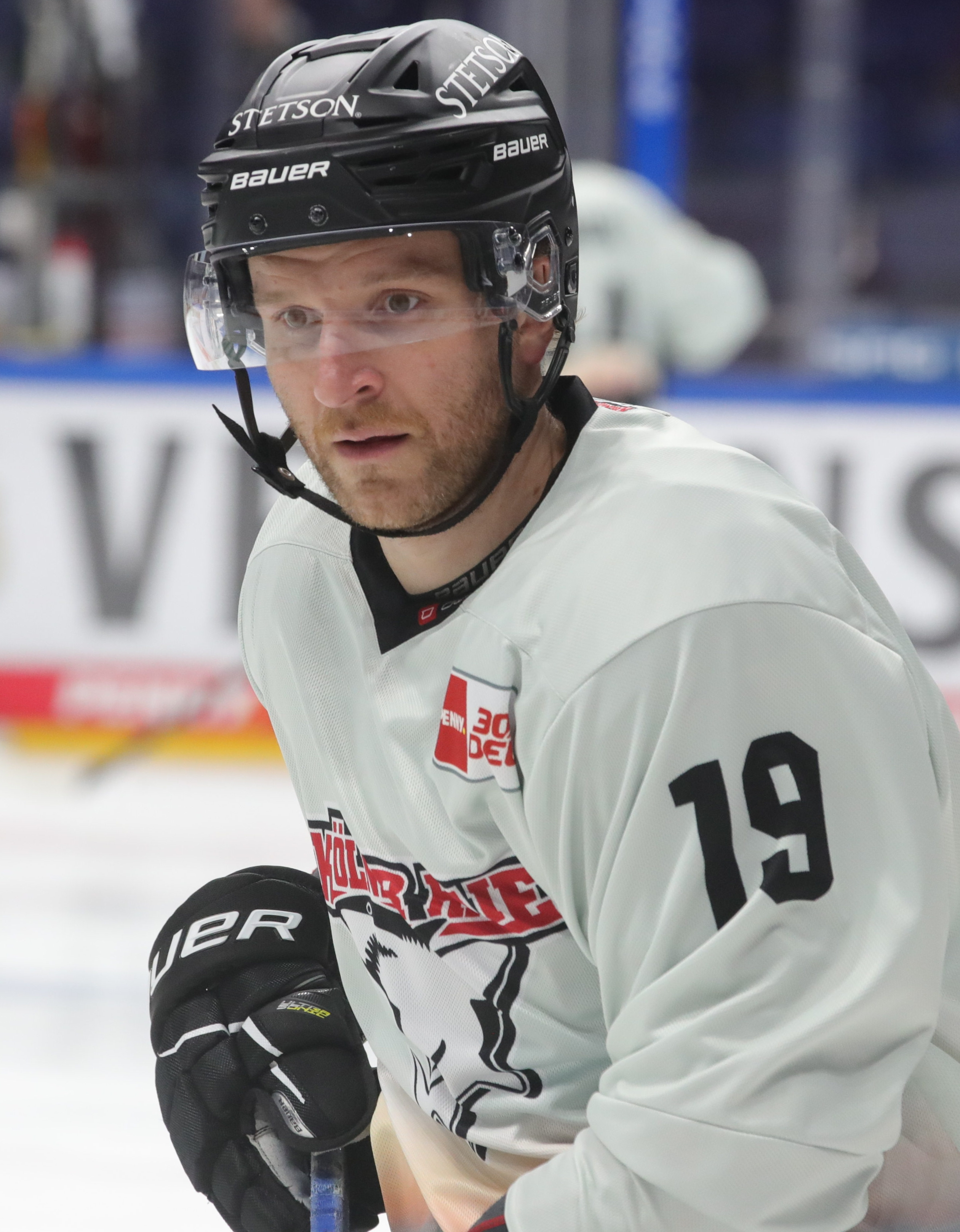
Frederik Storm
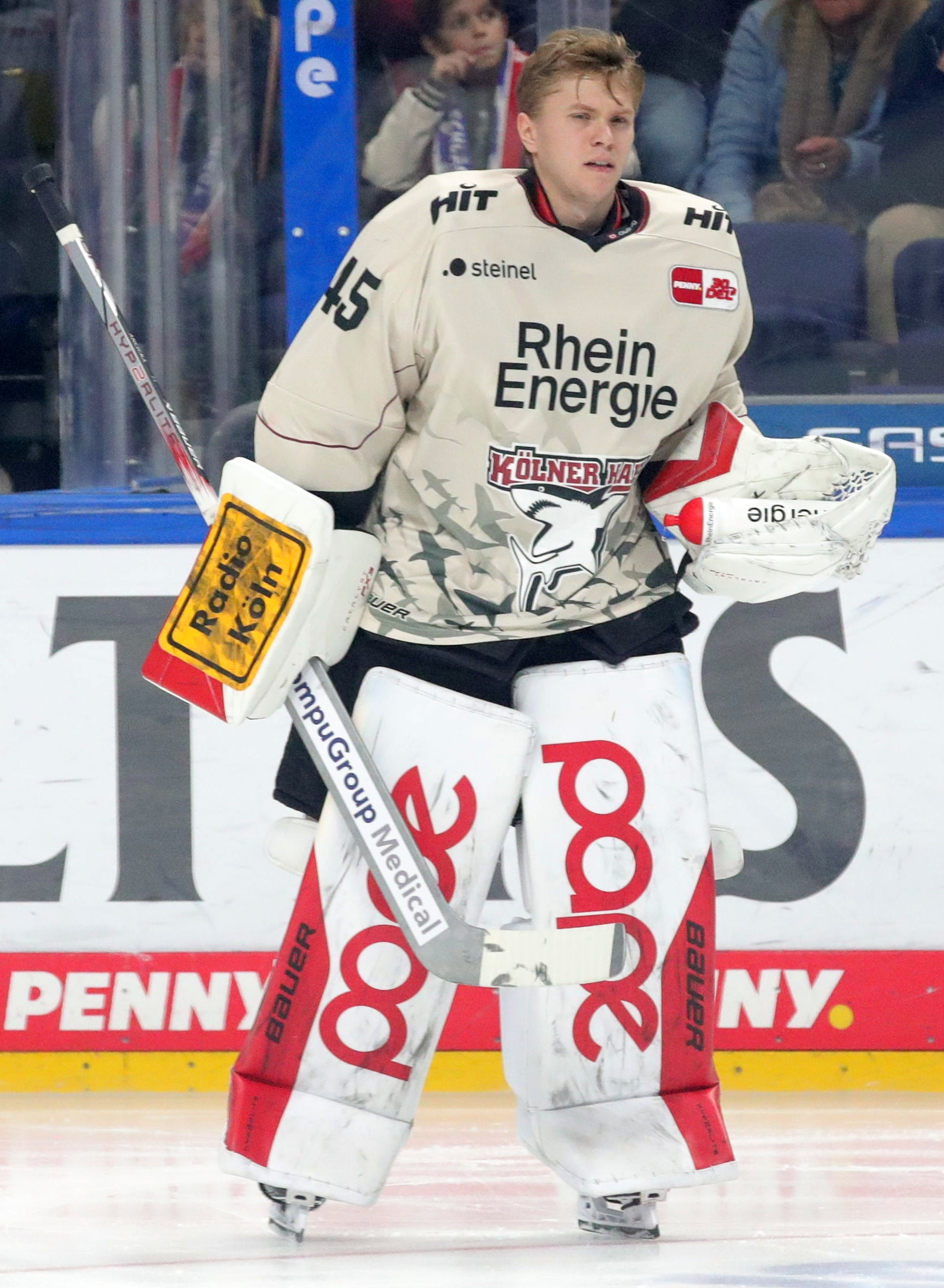
Tobias Ančička
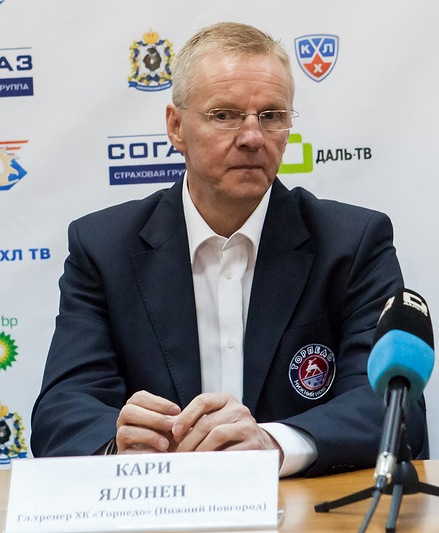
Kari Jalonen

| Tätigkeit      |             | Name            | Geburtsdatum      | Im Team seit | Geburtsort              |
| -------------- | ----------- | --------------- | ----------------- | ------------ | ----------------------- |
| Trainer        | Finnland    | Kari Jalonen    | 06. Januar 1960   | 2024         | Oulu, Finnland          |
| Co-Trainer     | Finnland    | Fredrik Norrena | 29. November 1973 | 2024         | Jakobstad, Finnland     |
| Co-Trainer     | Deutschland | Manuel Kofler   | 13. April 1980    | 2024         | Kolbermoor, Deutschland |
| Torwarttrainer | Schweden    | Nizze Landén    | 07. Juli 1966     | 2024         | Boden, Schweden         |

### Bedeutende frühere Mannschaften

#### Deutscher Meister 1977

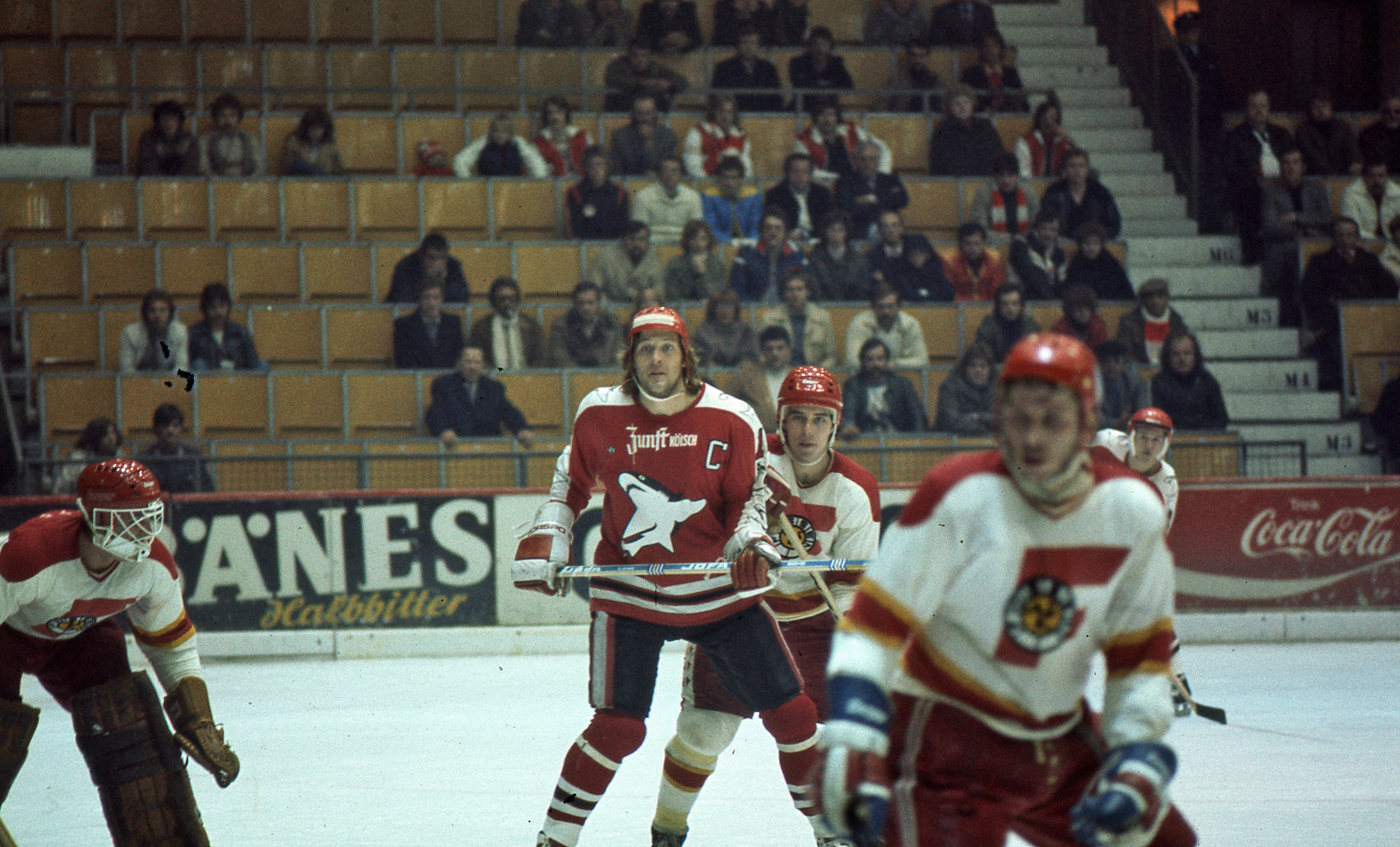
Erich Kühnhackl (Bildmitte)

| Position      | Name (Rückennummer) |
| Tor:          | Axel Richter (1), Wolf Herbst (2) |
| Verteidigung: | Jouko Öystilä (4), Harald Krüll (5), Kjell-Rune Milton (9), Dieter Langemann (3), Matthias Maurer (17), Bernd Beyerbach (19), Udo Kießling (25)                                                                                   |
| Sturm:        | Peter Schiller (6), Karl-Gustav Richter (7), Michael Muus (8), Craig Sarner (11), Hans Rothkirch (12), Erich Kühnhackl (24), Marcus Kuhl (15), Wim Hospelt (18), Franz Hofherr (20), Henryk Jaworowski (23), Detlef Langemann(14) |
| Trainer:      | Gerhard Kießling |

#### Deutscher Meister 1979
| Position      | Name (Rückennummer) |
| Tor:          | Claus Verleih (21), Rainer Makatsch (25) |
| Verteidigung: | Udo Kießling (4), Harald Krüll (5), Christian Nikola (8), Vic Stanfield (18), Georg Kink (21) |
| Sturm:        | Walter Stadler (2), Peter Schiller (6), Dick Decloe (7), Miroslav Sikora (11), Hans Rothkirch (12), Hardy Nilsson (13), Erich Kühnhackl (14), Marcus Kuhl (15), Siegfried Hardt (16), Franz Hofherr (20), Henryk Jaworowski (23), Detlef Langemann (24) |
| Trainer:      | Gerhard Kießling |

#### Deutscher Meister 1984
| Position      | Name (Rückennummer) |
| Tor:          | Helmut de Raaf (1), Peter Zankl (20) |
| Verteidigung: | Toni Forster (2), Udo Kießling (4), Uwe Krupp (5), Richard Trojan (6), Peter Gailer (7), Werner Kühn (18), Rene Ledock (21), Uli Hiemer (25) |
| Sturm:        | Rainer Philipp (8), Drew Callander (9), Miroslav Sikora (11), Christoph Augsten (12), Jörg Lautwein (14), Marcus Kuhl (15), Holger Meitinger (16), Gerd Truntschka (17), Jörg Parschill (19), Peter Schiller (22), Guido Lenzen (23), Rob Tudor (24), Georg Giovannakis |
| Trainer:      | Jozef Golonka |

#### Deutscher Meister 1986

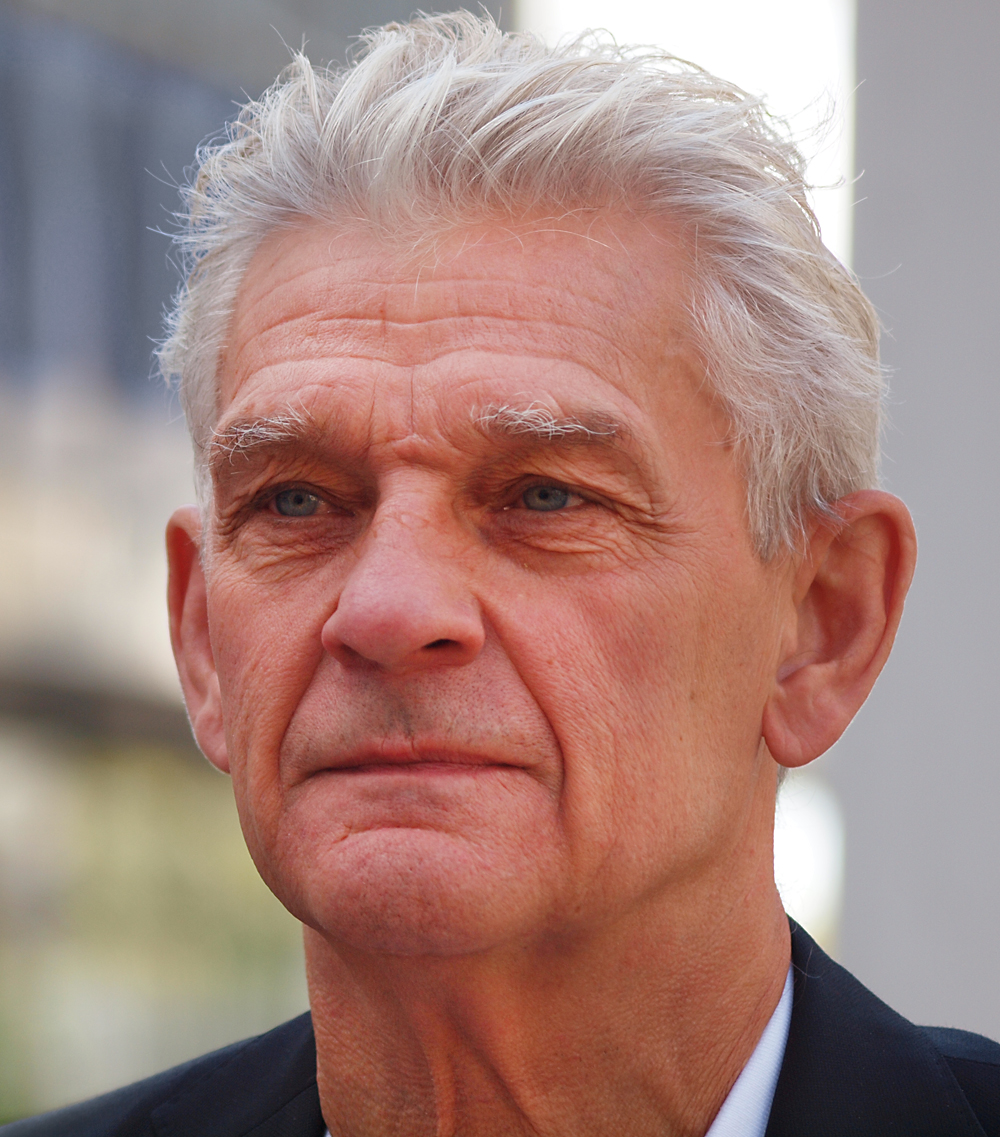
Als Spieler und Trainer Meister: Hardy Nilsson

| Position      | Name (Rückennummer) |
| Tor:          | Helmut de Raaf (1), Thomas Bornträger (30), Alexander Lange |
| Verteidigung: | Udo Kießling (4), Justyn Denisiuk (5), Richard Trojan (6), Brian Young (7), Werner Kühn (18), Rene Ledock (21), Uwe Krupp (25) |
| Sturm:        | Bodo Kummer (2), Marc Otten (9), Doug Berry (10), Miroslav Sikora (11), Christoph Augsten (12), Bogusław Maj (13), Gordon Blumenschein (15), Holger Meitinger (16), Gerd Truntschka (17), Peter Schiller (22), Steve McNeil (24), Helmut Steiger (27) |
| Trainer:      | Hardy Nilsson |

#### Deutscher Meister 1987
| Position      | Name (Rückennummer) |
| Tor:          | Helmut de Raaf (1), Thomas Bornträger (30), Alexander Lange |
| Verteidigung: | Tom Thornbury (3), Udo Kießling (4), Justyn Denisiuk (5), Brian Young (7), Andreas Pokorny (14), Werner Kühn (18), René Ledock (21)                                                                                        |
| Sturm:        | Marc Otten (9), Doug Berry (10), Miroslav Sikora (11), Christoph Augsten (12), Bogusław Maj (13), Holger Meitinger (16), Gerd Truntschka (17), Thomas Gröger (19), Dieter Hegen (23), Udo Schmid (26), Helmut Steiger (27) |
| Trainer:      | Hardy Nilsson |

#### Deutscher Meister 1988
| Position      | Name (Rückennummer) |
| Tor:          | Helmut de Raaf (1), Dirk Voss (22), Marcus Beeck (30) |
| Verteidigung: | Tom Thornbury (3), Udo Kießling (4), Andreas Pokorny (14), Peter Romberg (15), Werner Kühn (18), Rene Ledock (21), Robert Sterflinger (24)                                                                                         |
| Sturm:        | Thomas Brandl (7), Roger Nicholas (9), Doug Berry (10), Miroslav Sikora (11), Holger Meitinger (16), Gerd Truntschka (17), Thomas Gröger (19), Dieter Hegen (23), Ernst Köpf (25), Udo Schmid (26), Helmut Steiger (27), Jörg Jung |
| Trainer:      | Hardy Nilsson |

#### Deutscher Meister 1995
| Position      | Name (Rückennummer) |
| Tor:          | Josef Heiß (1), Olaf Grundmann (33) |
| Verteidigung: | Thorsten Sendt (2), Mike Schmidt (4), Jörg Mayr (6), Mirko Lüdemann (12), Andreas Pokorny (14), Karsten Mende (23), Frank Hohenadl (24), Herbert Hohenberger (30) |
| Sturm:        | Thomas Brandl (7), Stefan Mann (9), Ronny Reddo (10), Leo Stefan (13), Peter Draisaitl (17), Andreas Lupzig (22), Michael Rumrich (26), Jozef Stümpel (28), Martin Ondrejka (29), Tobias Abstreiter (37), Franz Demmel (55), Sergei Beresin (94), Thorsten Koslowski ( ) |
| Trainer:      | Wladimir Wassiljew (bis Januar 1995), Bob Murdoch (ab Januar 1995) |

#### Deutscher Meister 2002
| Position      | Name (Rückennummer) |
| Tor:          | Dimitri Pätzold (30), Chris Rogles (31), Michael Hirt (40) |
| Verteidigung: | Markus Jocher (5), Jörg Mayr (6), Petri Liimatainen (7), Mirko Lüdemann (12), Toni Porkka (16), Brad Schlegel (29), Andreas Renz (35), John Miner (47) |
| Sturm:        | Collin Danielsmeier (10), Christoph Ullmann (13), Dwayne Norris (14), Björn Barta (15), Alexander Kuzminski (18), Vitali Stähle (19), Alex Hicks (21), Niklas Sundblad (25), Jason Young (28), Corey Millen (33), André Faust (36), Tino Boos (37), Benjamin Hinterstocker (38), Thomas Schinko (39), Éric Bertrand (44), Dave McLlwain (71) |
| Trainer:      | Lance Nethery (bis Februar 2002), Rich Chernomaz (ab Februar 2002) |

## Spieler

### Gesperrte Trikotnummern

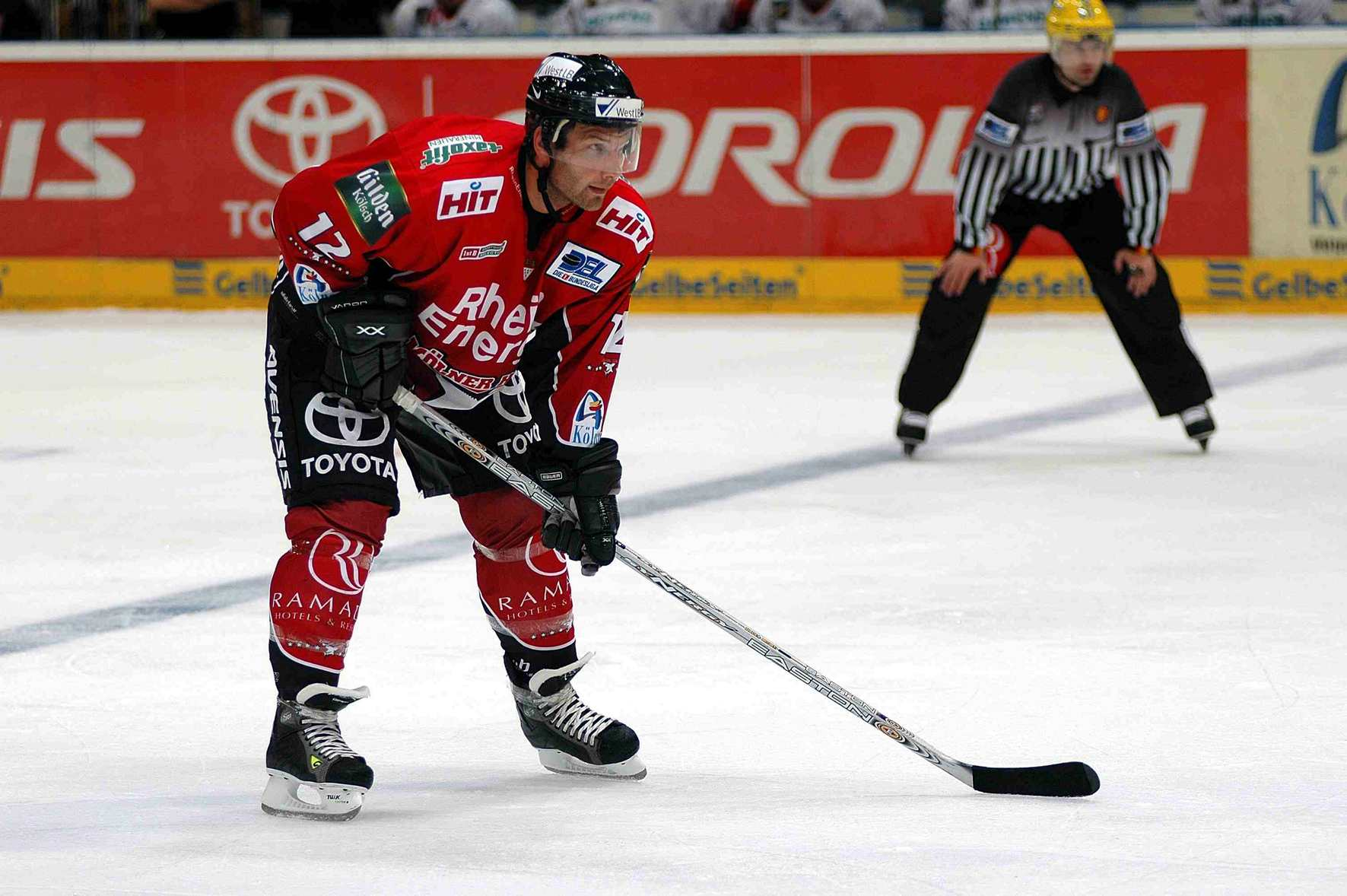
Rekordspieler der Haie: Mirko Lüdemann

Acht Trikotnummern werden bei den Kölner Haien zu Ehren der Spieler, die sie getragen haben, zur besonderen Anerkennung ihrer Leistungen für den Verein nicht mehr vergeben. Die Trikots der Spieler hängen seit dem 1000. Heimspiel am 26. September 2010 in der Lanxess Arena unter dem Hallendach.
- Joseph „Peppi“ Heiß – er trug die Rückennummer #1 von 1988 bis 2001 als Torhüter und Publikumsliebling.
- Udo Kießling – seine Trikotnummer #4 wurde vor dem Jubiläumsspiel „40 Jahre KEC“ am 8. November 2012 gesperrt.
- Jörg Mayr – spielte 13 Jahre für die Kölner Haie, seine Trikotnummer #6 wird nicht mehr vergeben.
- Rainer und Ralf Philipp – ihre Trikotnummer #8 wird seit dem Tod von Ralf Philipp nicht mehr vergeben.
- Miroslav Sikora – seine Trikotnummer #11 wird aufgrund seiner 16-jährigen Vereinszugehörigkeit nicht mehr vergeben.
- Mirko Lüdemann – seine Trikotnummer #12 wird aufgrund seiner 23-jährigen Vereinszugehörigkeit nicht mehr vergeben.[40]
- Detlef Langemann – die Trikotnummer #14 des Haie-Gründungsmitgliedes und langjährigen Kapitäns wurde am 22. November 2011 gesperrt.[41]
- Robert Müller – seine Trikotnummer #80 wird seit seinem Tod im Mai 2009 ligaweit nicht mehr vergeben.

### Vereinsinterne Rekorde
Stand: Saison 2024/25
| Kategorie           | Name                                           | Anzahl                                               |
| ------------------- | ---------------------------------------------- | ---------------------------------------------------- |
| Meiste Spiele       | Mirko Lüdemann Moritz Müller Philip Gogulla    | 1.197 1.131 740                                      |
| Meiste Tore         | Miroslav Sikora Gerd Truntschka Marcus Kuhl    | 442 270 (in 10 Spielzeiten) 250 (in 8 Spielzeiten)   |
| Meiste Vorlagen     | Gerd Truntschka Miroslav Sikora Mirko Lüdemann | 555 396 363                                          |
| Meiste Punkte       | Gerd Truntschka Miroslav Sikora Peter Schiller | 891 871 736                                          |
| Meiste Strafminuten | Moritz Müller Dave McLlwain Andreas Lupzig     | 1.107 852 (in 9 Spielzeiten) 811 (in 12 Spielzeiten) |

(Stand der Statistiken: Spielzeiten in der 1. Bundesliga und der Deutschen Eishockey Liga seit dem Aufstieg 1972 bis zum Ende der Saison 2019/20.)
Längstes Spiel
- 168:16 Minuten (22. März 2008, Viertelfinale gegen Adler Mannheim, Siegtreffer durch Philip Gogulla, längstes Spiel der deutschen Eishockeygeschichte und zweitlängstes Eishockeymatch weltweit)[44]

### Bedeutende (ehemalige) Spieler
(Teamzugehörigkeit, Position und Erfolge in Klammern)
- Helmut de Raaf
(1983–1988, Tor, vier Meisterschaften)
Der gebürtige Neusser stammte aus der Jugend des KEC und war später viele Jahre Nationaltorwart. 1988 wechselte er im Tausch gegen Peppi Heiss zum Rivalen Düsseldorfer EG.
- Uwe Krupp
(1982–1986, Verteidigung, zwei Meisterschaften)
Der gebürtige Kölner spielte bis 1986 für seinen Heimatverein und wechselte anschließend in die NHL. Er ist der erste deutsche Stanley-Cup-Sieger, war von 2005 bis 2011 Bundestrainer und war von 2011 bis 2014 sowie von 2020 bis 2024 Cheftrainer der Kölner Haie.
- Peter Schiller
(1975–1986, Sturm, vier Meisterschaften)
Schiller war einer der ersten deutschen Stars, die beim KEC spielten. Unter den Fans erhielt er besondere Aufmerksamkeit, als er in einem Europapokalspiel hinter dem eigenen Tor Liegestütze machte.
- Helmut Steiger
(1985–1994, Sturm, drei Meisterschaften)
Der 152-fache Nationalspieler spielte neun Jahre für den KEC. Bis heute ist er mit 500 Punkten in 421 Spielen der viertbeste Scorer der Vereinsgeschichte.
- Jozef Stümpel
(1991/92 und 1994/95, Sturm)
Als 19-Jähriger kam Stümpel 1991 nach Köln, wechselte aber nach wenigen Spielen erstmals in die NHL zu den Boston Bruins. Während des Lockouts in der Saison 1994/95 kehrte er nochmal für einige Spiele zu den Haien zurück. Insgesamt bestritt er 62 Spiele (78 Scorerpunkte) für den KEC.
- Joseph „Peppi“ Heiss
(1988–2001, Tor, eine Meisterschaft)
„Peppi“ Heiss spielte elf Jahre in Köln und bestritt insgesamt 690 Partien für die Haie. Bei den Fans war der ehemalige Nationaltorwart dabei stets sehr beliebt. Seine Rückennummer #1 wird beim KEC nicht mehr vergeben.
- Jörg Mayr
(1989–2002, Verteidigung, zwei Meisterschaften)
Mayr spielte im Profibereich für keine andere Mannschaft. Insgesamt bestritt er 641 Partien für die Haie, die seine Rückennummer nach dem Ende seiner Karriere sperrten.
- Erich Kühnhackl
(1976–1979, Sturm, zwei Meisterschaften)
Der deutsche Spieler des Jahrhunderts wurde vom damaligen Trainer Gerhard Kießling verpflichtet und spielte drei Jahre in Köln. Er erzielte in 138 Spielen 158 Tore.
- Thomas Brandl
(1987–1996, Sturm, zwei Meisterschaften)
Der gebürtige Tölzer kam als 18-Jähriger zum KEC und entwickelte sich in den Folgejahren zu einem der besten deutschen Stürmer der 1990er Jahre. Er bestritt 414 Spiele für die Haie und feierte 116 Einsätze in der Nationalmannschaft. Zurzeit ist er im Trainerteam des KEC-Nachwuchses aktiv.
- Sergei Beresin
(1994–1996, Sturm, eine Meisterschaft)
Bevor Beresin 554 Spiele in der NHL bestritt, spielte er zunächst zwei Jahre für die Kölner Haie (88 Spiele, 137 Punkte). Er wurde in beiden Spielzeiten Torschützenkönig und feierte mit dem KEC 1995 die Meisterschaft.
- Udo Kießling
(1976–1979 und 1982–1992, Verteidigung, sechs Meisterschaften)
Kießling spielte 13 Jahre beim KEC und bestritt 534 Spiele für die Haie. Er war 1981 der erste Deutsche in der NHL und ist mit 320 Einsätzen Rekordnationalspieler. Seine Rückennummer #4 wird beim KEC nicht mehr vergeben.
- Mirko Lüdemann
(1993–2016, Verteidigung, zwei Meisterschaften)
23 Jahre spielte „Lüde“ in Köln und ist mit 1.240 Einsätzen Rekordspieler der Haie. Seine Rückennummer #12 wird beim KEC nicht mehr vergeben werden.
- Miroslav Sikora
(1978–1994, Sturm, fünf Meisterschaften)
Der gebürtige Pole kam als 21-Jähriger zu den Haien. Er führt bis heute die Vereinsstatistiken in den Rubriken Tore und Scorerpunkte an. Nach seiner aktiven Karriere war er noch einige Jahre Manager des KEC.
- Andreas Lupzig
(1989–2001, Sturm, eine Meisterschaft)
In zwölf Jahren beim KEC sammelte Lupzig 811 Strafminuten bei 537 Einsätzen. Aufgrund seiner körperbetonten Spielweise war er bei den Kölner Fans sehr beliebt, bei den gegnerischen Anhängern stellte er stets eine Reizfigur dar. Er ist heute als Trainer tätig.
- Dave McLlwain
(2000–2009, Sturm, eine Meisterschaft)
Der ehemalige NHL-Spieler ist mit 462 Punkten der beste ausländische Spieler der Vereinsgeschichte und mit mehr als 800 Strafminuten zudem der am meisten bestrafte Hai. Von 2006 bis 2009 war der älteste Feldspieler der DEL-Historie zudem Mannschaftskapitän.
- Werner Kühn
(1979–1990, Verteidigung, vier Meisterschaften)
Zwölf Jahre spielte Kühn für den KEC und war in dieser Zeit fast durchgängig Nationalspieler. Heute spielt er in der Traditionsmannschaft.
- Andreas Renz
(2001–2010, Verteidigung, eine Meisterschaft)
Renz, der aufgrund seiner Ausdauer den Spitznamen „Eisen-Renzi“ erhielt, spielte insgesamt neun Jahre in Köln und gehörte in dieser Zeit stets dem Nationalteam an. Er war der erste Spieler mit mehr als 800 Einsätzen in der DEL.
- Gerd Truntschka
(1979–1989, Sturm, vier Meisterschaften)
Truntschka bestritt in zehn Jahren insgesamt 459 Spiele für den KEC und war in den 1980er Jahren einer der besten deutschen Spieler. Seine 555 Vorlagen sind bis heute Vereinsrekord.
- Peter Draisaitl
(1990–1992 und 1994–1998, Sturm, eine Meisterschaft)
Der im heutigen Tschechien geborene Draisaitl spielte insgesamt sechs Jahre in Köln. In dieser Zeit wurde er deutscher Nationalspieler, sammelte in 306 Partien für die Haie 390 Scorerpunkte und wurde 1995 mit dem KEC deutscher Meister.
- Alex Hicks
(2001–2006, Sturm, eine Meisterschaft)
Aufgrund seiner kämpferischen Spielweise war Hicks bei den Kölner Fans sehr beliebt, obwohl er nicht der überragende Scorer war. Er gründete 2003 die Alex-Hicks-Initiative, die Aktionen zugunsten benachteiligter Kinder organisiert.

## Trainer
| Saison                                                   | Trainer            |
| -------------------------------------------------------- | ------------------ |
| 1972/73                                                  | Ondrej Bendík      |
| 1973/74*                                                 | Jiří Hanzl         |
| 1974–1976*                                               | Ondrej Bendík      |
| 1975/76*                                                 | Kjell-Rune Milton  |
| 1975/76                                                  | Uli Rudel          |
| 1976/77                                                  | Gerhard Kießling   |
| 1977/78                                                  | Olle Öst           |
| 1978/79                                                  | Gerhard Kießling   |
| 1979/80                                                  | Otto Schneitberger |
| 1980–1983                                                | Heinz Weisenbach   |
| 1983–1985                                                | Jozef Golonka      |
| 1985–1992                                                | Hardy Nilsson      |
| 1992–1995*                                               | Wladimir Wassiljew |
| 1995–1997                                                | Bob Murdoch        |
| 1997/98*                                                 | Kevin Primeau      |
| 1997–1999*                                               | Timo Lahtinen      |
| 1999/2000                                                | Lance Nethery      |
| 2000/01*                                                 | Bob Leslie         |
| 2000–2002*                                               | Lance Nethery      |
| 2001/02                                                  | Rich Chernomaz     |
| 2002–2006                                                | Hans Zach          |
| 2006–2008*                                               | Doug Mason         |
| 2008/09*                                                 | Clayton Beddoes    |
| 2008/09                                                  | Rupert Meister     |
| 2009*                                                    | Igor Pawlow        |
| 2009–2010*                                               | Bill Stewart       |
| 2010/11                                                  | Niklas Sundblad    |
| 2011–2014*                                               | Uwe Krupp          |
| 2014–2016*                                               | Niklas Sundblad    |
| 2016–11/2017*                                            | Cory Clouston      |
| 2017–01/2019*                                            | Peter Draisaitl    |
| 01/2019–04/2019                                          | Dan Lacroix        |
| 04/2019–02/2020*                                         | Mike Stewart       |
| 02/2020–03/2024                                          | Uwe Krupp          |
| seit 05/2024                                             | Kari Jalonen       |
| * Während der laufenden Saison entlassen/zurückgetreten. |                    |

Nachdem sich die Eishockeyabteilung des Kölner EK verselbständigt hatte, blieb Ondrej Bendík Trainer des Teams. In der Debütsaison schaffte er zwar souverän den Aufstieg, entschied sich aber anschließend für ein Engagement in seiner Heimat. Sein Nachfolger wurde sein tschechoslowakischer Kollege Jiří Hanzl, der jedoch nach nur einem halben Jahr bereits wieder von Bendík abgelöst wurde. In der sportlich und finanziell schwierigen Saison 1975/76 entließen die Haie zunächst Bendik und Kjell-Rune Milton übernahm als Spielertrainer. Später wurde er durch Uli Rudel übergangsweise bis Saisonende abgelöst.
Im Sommer 1976 verpflichteten die Haie mit Gerhard Kießling den zu dieser Zeit besten deutschen Trainer. Dank der finanziell verbesserten Situation des KEC, erhielt er die Möglichkeit, seine Wunschmannschaft zusammenzustellen, und holte erstmals den Meistertitel nach Köln. Trotz des Erfolges wurde sein Vertrag zunächst nicht verlängert und Olle Öst übernahm das Amt für ein Jahr, ehe Kießling zurückgeholt wurde und den zweiten Meistertitel gewann. Nach einem weiteren Übergangsjahr unter Otto Schneitberger wurde 1980 Heinz Weisenbach verpflichtet. Trotz einiger Probleme wie dem Passfälscherskandal und diverser finanzieller Probleme, baute Weisenbach in drei Jahren eine starke Truppe aus jungen Spielern auf.
Mit den Coaches Jozef Golonka (1983–1985) und Hardy Nilsson (1985–1992) feierten die Kölner Haie ihre erfolgreichste Zeit mit insgesamt vier Meistertiteln, zwei weiteren Finalteilnahmen sowie dem dritten Platz im Europapokal 1989. Wladimir Wassiljew wurde 1992 der bislang einzige russische Verantwortliche hinter der Bande des KEC, dem aber nur die Finalteilnahme in der Saison 1992/93 gelang. Während der ersten DEL-Spielzeit 1994/95 wurde er aufgrund schwacher Leistungen des Teams durch Bob Murdoch abgelöst, der die Mannschaft von Platz 6 aus zur Meisterschaft führte.
Nach dem Abgang Murdochs 1997 gab es in den folgenden Jahren viele Trainerwechsel beim KEC. Mit Ausnahme von Timo Lahtinen blieb keiner der folgenden Coaches länger als eine Saison. Kevin Primeau und Bob Leslie wurden während der Saison entlassen, Lance Nethery trat im Frühjahr 2002 zurück. Sein Nachfolger Rich Chernomaz übernahm das Team auf Platz 6 und schaffte in den Play-offs den Durchmarsch gegen die drei Topteams der Vorrunde. Da die Haie aber zuvor bereits einen Vertrag mit Hans Zach unterzeichnet hatten, wechselte er zu den Frankfurt Lions.
Unter Zach wurden die Haie 2003 Vizemeister und ein Jahr später Pokalsieger, ehe der Vertrag 2006 nicht mehr verlängert wurde. Mit Doug Mason holte der KEC einen mehr offensiv spielenden Trainer, der das Team langfristig aufbaute und verjüngte. Nach der Vizemeisterschaft 2008 wurde Mason in der Folgespielzeit nach dem schlechtesten Saisonstart der Vereinsgeschichte (sieben Niederlagen in Folge) entlassen und durch seinen bisherigen Assistenten Clayton Beddoes ersetzt. Da sich auch unter dessen Leitung die Situation nicht verbesserte, wurde er nur wenige Monate später entlassen und Rupert Meister übernahm das Amt bis Saisonende.
Von Sommer 2009 bis Anfang Dezember desselben Jahres war Igor Pawlow, der von den Krefeld Pinguinen zu den Haien gewechselt war, Hauptverantwortlicher hinter der Bande. Er wurde durch den Italo-Kanadier Bill Stewart abgelöst. Stewart gelang noch die Qualifikation für die erste Play-off-Runde 2010, jedoch wurde er in der Folgesaison nach zwölf Niederlagen aus 18 Spielen beurlaubt und sein bisheriger Co-Trainer Niklas Sundblad als Nachfolger bestimmt. Kurz darauf wurde Uwe Krupp als Trainer ab der Spielzeit 2011/12 verpflichtet. Nach schlechtem Saisonstart in die Spielzeit 2014/15 wurde Krupp entlassen und erneut Niklas Sundblad zum Cheftrainer ernannt, der in der Folgesaison aber im Januar durch Cory Clouston ersetzt wurde.
Dieser wiederum wurde im November 2017 entlassen und durch Peter Draisaitl ersetzt. Draisaitl blieb bis Januar 2019 im Amt, als er ebenfalls entlassen wurde. Der Kanadier Dan Lacroix wurde sein Nachfolger. Zur Spielzeit 2019/20 wurde Mike Stewart verpflichtet, der einen Vertrag über zwei Jahre unterzeichnete. Nachdem das Team von Mike Stewart 17 Spiele in Folge verloren hatte, wurde er im Februar 2020 entlassen und an seiner Stelle erneut Uwe Krupp verpflichtet.
Krupp und sein Trainerteam wiederum wurden im März 2024 entlassen, nachdem die Haie die Playoffs nicht erreicht hatten. Seit Mai 2024 ist Kari Jalonen Cheftrainer der Haie; unter ihm wurden sie 2025 deutscher Vizemeister.

## Stammverein
Der Stammverein der Kölner Haie, der KEC „Die Haie“ e. V., beinhaltet heute alle Jugend- und Amateurmannschaften der Haie. 1998 fusionierte der Verein mit dem KEC „Die Jung-Haie“ e. V., um dem Nachwuchs bessere Bedingungen zum Training zu geben, und nahm dessen Namen an. Seit Beginn der Saison 2005/06 trägt der gemeinnützige Verein nun wieder den Namen KEC „Die Haie“ e. V. Grundlage für die Zusammenarbeit des e. V. mit der Kölner Eishockeygesellschaft „Die Haie“ mbH, die für den DEL-Spielbetrieb zuständig ist, bildet ein Kooperationsvertrag. Zudem sind mit Peter Schönberger im Vorstand und Jan Broer im Verwaltungsrat auch Vertreter der Gesellschaft in die Strukturen des Stammvereins eingebunden.

### Frauen
Die Kölner Haie nahmen seit der Saison 2017/18 mit drei Frauenmannschaften am Spielbetrieb des Eishockeyverbandes NRW teil, wurden 2020 Meister der 2. Liga Nord und stiegen so zur Saison 2020/21 in die Frauen-Bundesliga auf.

### Nachwuchs
Neben dem Team in der Deutschen Nachwuchsliga hat der KEC „Die Haie“ e. V. in der Saison 2008/09 fünf weitere Mannschaften im Knaben-, Kleinschüler- und Bambini-Bereich für den Ligenbetrieb gemeldet. Sämtliche Teams spielen in der für sie höchstmöglichen Liga. Für Kinder ab vier Jahre bietet der Verein eine Eislaufschule an. Durch die Kooperation mit dem unterklassigen Verein Füchse Duisburg wird den Spielern ein Ergänzungsschritt zwischen DNL und DEL geboten. Zur Saison 2011/12 hat der KEC zudem erstmals seit 2001/02 wieder eine Seniorenmannschaft im Amateurbereich (NRW-Liga) starten lassen, welche den Verbleib von Spielern, die nicht in das Profigeschäft wechseln, im Verein erlaubt. Nach dem Aufstieg in der Premierensaison spielt die Amateurmannschaft des Kölner EC in der Saison 2012/13 in der Regionalliga West. Spiel- und Trainingsstätte des KEC ist die Kölnarena 2, in der auch die Geschäftsstelle untergebracht ist. Zur Saison 2016/17 wurde die Amateurmannschaft vom Spielbetrieb zurückgezogen.
Erste Erfolge feierten die Nachwuchs-Haie in jüngeren Altersklassen, wo der KEC mehrfach NRW-Meister wurde, was beispielsweise bei den Knaben und Kleinschülern den größtmöglichen Erfolg darstellt. Die Schülermannschaft der Haie wurde in der Saison 2005/06 erstmals deutscher Meister. Das DNL-Team wurde 2006/07 durch einen Finalsieg gegen die Jungadler aus Mannheim deutscher Meister. Zuvor hatten die Haie bereits von 2002 bis 2004 dreimal im Finale gestanden, diese aber jeweils gegen die Jungadler verloren. In den Play-offs 2008 unterlagen die Junghaie erneut gegen den späteren Titelträger aus Mannheim.
- Deutscher Jugend-Meister 2013
- Deutscher Schüler-Meister 2015

### Traditionsmannschaft

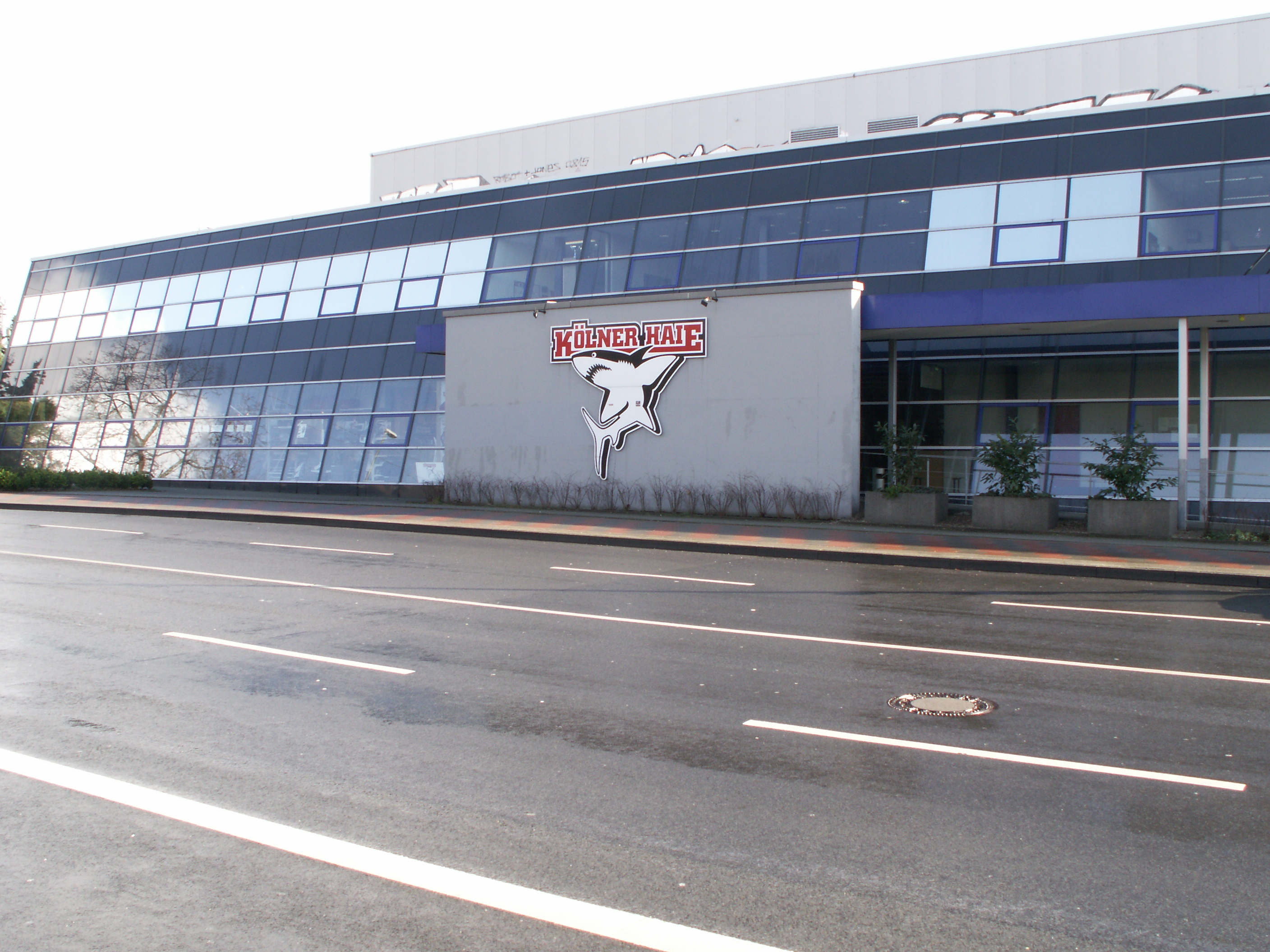
Seit 2000 Trainingsstätte und Sitz der Geschäftsstelle: Die Kölnarena 2

Bereits 1979 wurde die Kölner Eishockey Club „Die Haie“ Traditionsmannschaft ins Leben gerufen, in der ehemalige Spieler und Trainer auch nach ihrer Profikarriere dem Eishockey in Köln verbunden bleiben können. Nachdem die Traditionsmannschaft als lose Interessengemeinschaft organisiert war, wurde durch die Initiative von Naoki Tomita im Jahre 2003 beschlossen, einen eingetragenen Verein zu gründen, um den Eishockeysport in der Domstadt zu fördern.
Seitdem bestreitet die Mannschaft regelmäßig Spiele und nimmt an nationalen und internationalen Turnieren teil. Zudem spielt das Team bei besonderen Anlässen, wie beispielsweise der Saisoneröffnung der Kölner Haie-Profis, gegen andere Traditionsteams bekannter Vereine. Zum Kader der Mannschaft gehören unter anderem Ron Pasco, Thomas Brandl, Werner Kühn und der ehemaligen Trainer des KEC Uwe Krupp, hinter der Bande des Teams steht der ehemalige Haie-Trainer Ondrej Bendík. Neben Uwe Krupp sind noch die ehemaligen KEC-Spieler Udo Kiessling, Detlef Langemann, Lothar „Schnäuz“ Zimmer und Rainer Philipp als Ehrenmitglieder aufgeführt.
Der KEC „Die Haie“ Traditionsmannschaft e. V. verfolgt ausschließlich gemeinnützige Zwecke. Er organisiert und finanziert sich unabhängig von der Profiabteilung, der Kölner Eishockey Gesellschaft „Die Haie“ mbH, sowie der Nachwuchsabteilung, dem Kölner Eishockey Club „Die Haie“ e. V.

## Spielstätten

### Eis- und Schwimmstadion Köln
Das Eis- und Schwimmstadion Köln, das aufgrund seiner Lage an der Lentstraße öffentlich auch Eisstadion an der Lentstraße genannt wurde, war bereits in Zeiten des Kölner EK Heimspielstätte der Eishockeyabteilung. Das Stadion war 1936 erbaut worden und 1955 ein Spielort der Eishockey-Weltmeisterschaft. Auch wenn das Stadion seit seiner Errichtung einige Male umgebaut wurde (zuletzt 1975) und mit insgesamt 7.200 Plätzen im oberen Drittel der DEL-Kapazitäten lag, wurde in Köln bereits seit Ende der 1980er Jahre über einen Hallenneubau diskutiert.
Im März 2007 wurde das Eisstadion aufgrund akuter Einsturzgefahr geschlossen und im Sommer 2008 wurde mit dem Abriss des Gebäudes begonnen. Auf dem Gelände wurde eine neue Kombination aus Eis- und Schwimmstadion errichtet, der Kölner Lentpark.

### Lanxess Arena

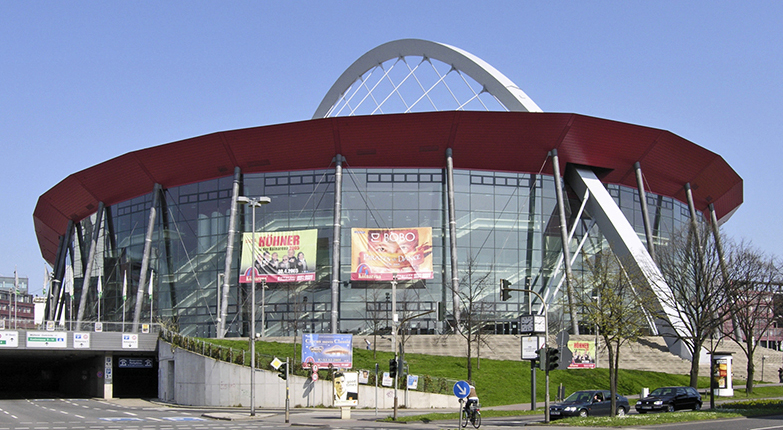
Seit 1998 Spielort der Kölner Haie: Die Lanxess Arena

1998 wurde dann schließlich eine Multifunktionshalle gebaut, in der auch die Haie Platz finden sollten: Die Kölnarena. Seit der Saison 1998/99 tragen die Kölner Haie ihre Heimspiele in der über 18.500 Zuschauer fassenden Arena im rechtsrheinischen Stadtteil Deutz aus. Im Jahr 2000 ist in der Nähe der Kölnarena darüber hinaus ein modernes Eishockeytrainingszentrum entstanden, in dem die Profimannschaft der Haie trainiert und die Nachwuchs- und Amateurmannschaften neben dem Training auch ihre Spiele abhalten können. Diese Halle ist auch Trainings- und Spielort der Fraueneishockeymannschaft Kölns, den Cologne Brownies.
Das erste Tor in der Lanxess Arena schoss Chris Snell (damals Frankfurt Lions); erster Kölner Schütze war Brian McReynolds. 2000 brachen die Haie mit über 18.500 Zuschauern bei einem Liga-Heimspiel den bisherigen Europarekord. Aufgrund des großen Fassungsvermögens sind die Haie zur Mannschaft mit dem größten Zuschauerzuspruch in der DEL aufgestiegen. Im europaweiten Vergleich der Zuschauerzahlen lagen die Haie in der Saison 2005/06 mit einem Schnitt von 12.453 Besuchern pro Spiel hinter dem SC Bern auf dem zweiten Platz. Nach der Hauptrunde 2018/19 wiesen die Haie einen Zuschauerschnitt von 11.573 auf (Auslastung 62,05 %) und lagen damit europaweit auf dem vierten Platz, in der Vorsaison auf Rang fünf. Ihren bislang höchsten Sieg in der Arena feierten die Haie in der Saison 2006/07, als sie gegen den damaligen Tabellenführer ERC Ingolstadt mit 10:0 gewannen.
Der Mietvertrag der Haie mit der Kölnarena Management GmbH wurde im Herbst 2006 verlängert und läuft bis 2013. Vor der Unterzeichnung wurde spekuliert, die Haie würden gemeinsam mit dem Kölner Basketball-Team RheinEnergie Köln eine neue Halle bauen, da nach dem damaligen Vertrag der KEC erst ab ca. 10.000 Zuschauern eigene Einnahmen erzielte. Doch aufgrund verbesserter Konditionen im neuen Vertrag werden die Haie auch bis 2013 in der Kölnarena spielen. Seit 1. Juni 2008 trägt sie den Namen Lanxess Arena.
| Saison  | Heimspiele   | Zuschauer                    | Zuschauer pro Spiel       |
| ------- | ------------ | ---------------------------- | ------------------------- |
| 2015/16 | 33 (26 / 7)  | 406.155 (312.966 / 93.189)   | 12.308 (12.037 / 13.312)  |
| 2014/15 | 26 (26 / 0)  | 290.188 (290.188 / 0)        | 11.161 (11.161 / 0)       |
| 2013/14 | 35 0(26 / 9) | 444.391 0(304.522 / 139.869) | 12.697 0(11.712 / 15.541) |
| 2012/13 | 33 0(26 / 7) | 417.187 0(317.174 / 100.013) | 12.642 0(12.199 / 14.288) |
| 2011/12 | 29 0(26 / 3) | 301.431                      | 10.394                    |
| 2010/11 | 28 0(26 / 2) | 277.409                      | 9.907                     |
| 2009/10 | 29 0(28 / 1) | 291.421                      | 10.049                    |
| 2008/09 | 26 0(26 / 0) | 268.895                      | 10.342                    |
| 2007/08 | 36 0(28 / 8) | 471.514                      | 13.098                    |
| 2006/07 | 30 0(26 / 4) | 391.101                      | 13.037                    |
| 2005/06 | 30 0(26 / 4) | 384.198                      | 12.807                    |
| 2004/05 | 30 0(26 / 4) | 375.423                      | 12.515                    |

(Angegeben ist die Gesamtauslastung der ganzen Saison. In Klammern sind Vorrunde und Hauptrunde separat aufgeführt.)

## Vereinskultur

### Fans

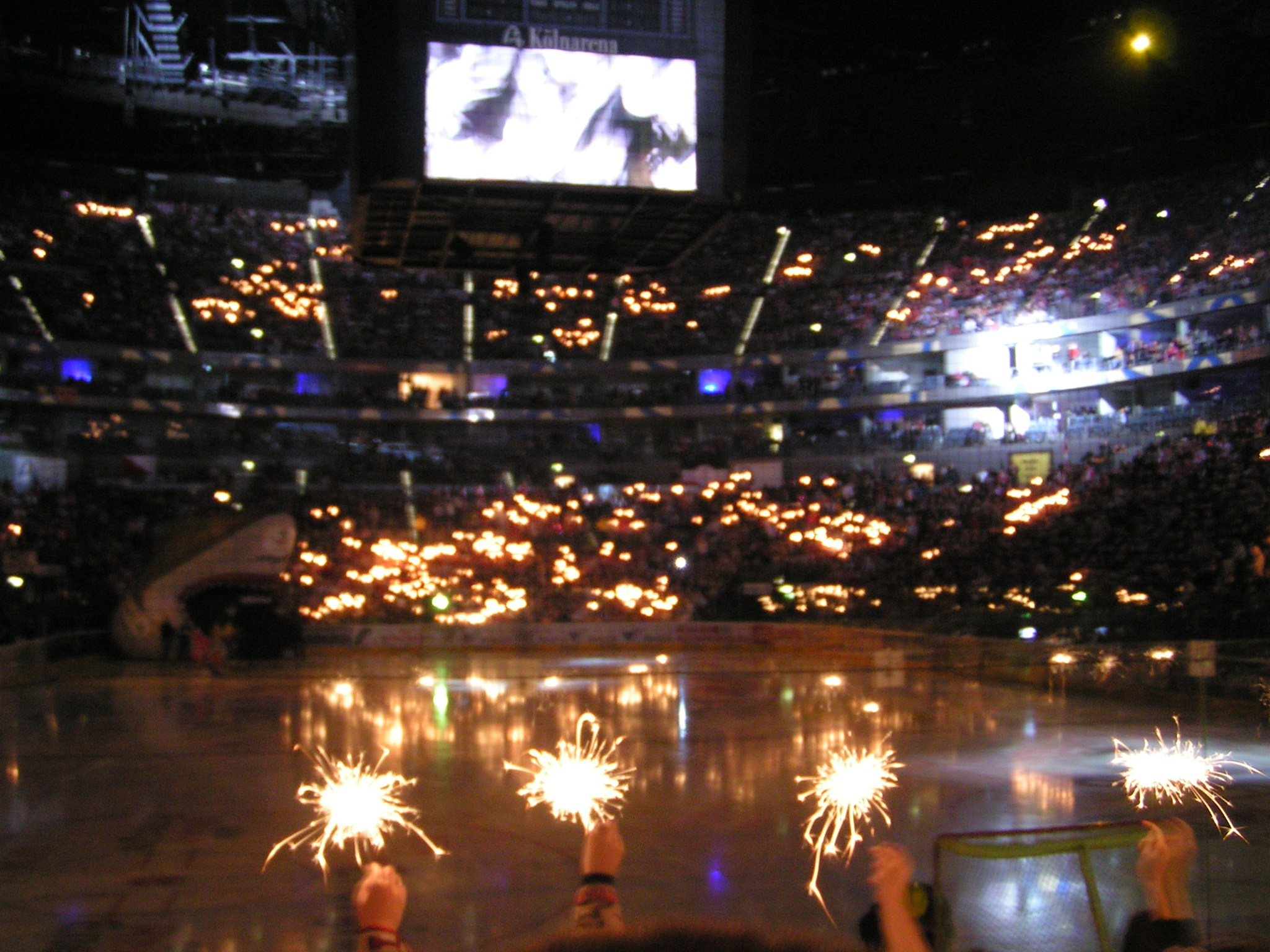
Abgedunkelte LANXESS Arena vor Spielbeginn

Insgesamt gibt es 41 offizielle aktive Fanklubs der Kölner Haie. Neben denen aus Köln und Umgebung gibt es auch organisierte Haie-Fans in Heidelberg, Wien und Kelmis (Belgien). Alle offiziellen Fanclubs sind im Fanprojekt der Haie zusammengeschlossen, das seit der Saison 2001/02 Ansprechpartner für die Fans ist. Die Anzahl der organisierten Fans macht jedoch nur einen Bruchteil des gesamten Fanpotenzials aus – so ist etwa nur ein Drittel der Dauerkarteninhaber in Fanclubs organisiert.
In der Anfangszeit der DEL gab es zwischen den Fans der Kölner Haie und denen der Eisbären Berlin eine Fanfreundschaft, die aufgrund der sportlichen Rivalität beider Vereine in den letzten Jahren jedoch etwas eingefroren oder teilweise sogar in das Gegenteil umgeschlagen ist. Zudem gab es noch eine Freundschaft zu den Fans des SC Riessersee und denen vom EC Hedos München. Entstanden sind diese zu gemeinsamen Bundesliga-Zeiten. In den letzten Jahren sind aber auch diese Freundschaften eingeschlafen, da sich die sportlichen Wege der Mannschaften, und somit auch die Fans, nicht mehr regelmäßig trafen. Die engste Verbundenheit haben die Haie-Fans zu den Anhängern des schweizerischen Nationalliga-Clubs HC Lugano. In beiden Städten gibt es Fanclubs der jeweils anderen Mannschaft, mehrmals jährlich finden Besuche von Spielen statt.
Eine besondere Rivalität besteht zwischen den Fans der Haie und denen der Düsseldorfer EG, die vorrangig aufgrund der geografischen Nähe sowie der Rivalität der beiden Städte besteht. Auch die zahlreichen Duelle um die deutsche Meisterschaft seit den 1980er Jahren sowie die häufigen Spielerwechsel zwischen beiden Vereinen förderten diese Entwicklung. Die Spiele der beiden Mannschaften werden als Rheinderby bezeichnet. Ebenfalls geografisch bedingt sind die Rivalitäten zu den Fans der Krefeld Pinguine (das kleine Rheinderby) und der Iserlohn Roosters. Eine Rivalität bestand außerdem zu den Fans der Adler Mannheim. Hier lag der Ursprung vorrangig in den ständigen Duellen um die Meisterschaft, vor allem seit Bestehen der DEL. Jedoch entwickelte sich diese in den Jahren ab 2006 wieder etwas zurück – heute gibt es sogar einige befreundete Fanclubs auf beiden Seiten.
2005 komponierte die Kölschrock-Band Brings das Lied Hoch, Höher, Haie für den KEC. Der Song wurde bei den meisten Spielen der Haie gespielt. Eine ältere Hymne der Haie ist Wir sind die Haie der Gruppe Die 3 Colonias. Das Lied wurde 1995 geschrieben und besonders im Eisstadion an der Lentstraße oft gespielt. In den letzten Jahren wurde dieser Song auch in der Lanxess Arena wieder vermehrt vom DJ verwendet, um vor dem Spiel für Stimmung zu sorgen. 2010 komponierte die Kölner Band Die Kolibris das Lied Wir sind Haie, das sich an dem damaligen Slogan der Haie orientierte. Seit der Saison 2013/14 ist das Lied Mer halde zesammen, KEC von Hanak die offizielle Hymne, die vor Spielbeginn gespielt wird.

### Maskottchen Sharky
Das Erkennungsmerkmal der Kölner Haie ist seit der Abspaltung der Eishockeymannschaft vom Kölner EK im Jahre 1972 der weiße Hai. Der Hai, dessen Aussehen im Logo sich im Laufe der Zeit mehrfach änderte, dient nicht nur als Namensgeber des KEC, sondern ist zudem als Maskottchen ein wichtiger Bestandteil im Bereich des Merchandisings. Vor und nach den Heimspielen sowie während der Drittelpausen betritt Sharky als Schlittschuhläufer im Hai-Plüschkostüm die Eisfläche und dient der Unterhaltung der Zuschauer. Zudem wird es im Foyerbereich der Arena besonders zur Animation von Kindern eingesetzt. Ebenso überreicht ein Plüschhai bei besonderen Veranstaltungen Pokale und Auszeichnungen.